# Robert Roode
Robert F. "Bobby" Roode Jr. (Peterborough, Ontario, 11 de mayo de 1976) es un luchador profesional canadiense retirado. Actualmente trabaja como productor para la empresa WWE. 
También es conocido por trabajar en la Total Nonstop Action Wrestling (TNA) desde mayo de 2004 hasta marzo del 2016, donde formó parte de los equipos Team Canada y Beer Money, Inc., con su compañero James Storm. 
Dentro de sus logros, está el haber sido dos veces Campeón Mundial, al haber sido dos veces Campeón Mundial Peso Pesado de la TNA. También destacan ser una vez Campeón Rey de la Montaña de la TNA, seis veces Campeón Mundial en Parejas de la TNA de los cuales, cinco fueron con James Storm y uno con Austin Aries, dos veces Campeón Mundial en Parejas de la NWA junto a Eric Young. Además fue ganador del Bound for Glory Series 2011. En la WWE, llegó a ser una vez Campeón de NXT, una vez Campeón de los Estados Unidos de la WWE, dos veces Campeón en Parejas de Raw (con Chad Gable y Dolph Ziggler), una vez Campeón en Parejas de SmackDown (con Dolph Ziggler) y una vez Campeón 24/7 de la WWE.

## Carrera

### Entrenamiento y circuito independiente (1998-2004)
Roode comenzó a entrenar en su ciudad natal de Peterborough, Ontario, con su compatriota Sean Morley Ontario y Sewell Shane. Completó su formación después de un año y en junio de 1998 debutó como "Total" Lee Awesome contra Pete Rock. Continuó luchando para varias promociones independientes de Canadá, así como haciendo apariciones para la promoción de Puerto Rico, World Wrestling Council. También compitió una serie de dark matches para la World Wrestling Federation / Entertainment entre 1998 y 2004, antes de que fuera firmado por la Total Nonstop Action Wrestling.
Roode comenzó a trabajar para Real Action Wrestling en 2001, donde formó el stable heel "The Kardinal Sinners", junto con Kardinal Kingman y Mike Hughes. Más tarde se unió a ellos como parte de su reality show de lucha que se emitirá en The Fight Network, sin embargo debido a las obligaciones contractuales con TNA Roode no apareció en los episodios.
Durante su estancia en TNA Roode también luchó en NWA Shockwave en Nueva Jersey. El 18 de marzo de 2006, ganó el NWA Shockwave Heavyweight Championship de Josh Daniels en NWAS / Nueva York wrestling conection. Ocho días después, el 26 de marzo, Roode ganó el título vacante NWA Shockwave Heavyweight Championship en Disturbing the Peace 2006 en una lucha de cuatro esquinas. Por el reinicio de la empresa, todos los Campeones de la NWA Cyberspace quedaron anulados incluyendo el Título Peso Pesado de Roode.

### Total Nonstop Action Wrestling

#### Team Canada (2004-2006)

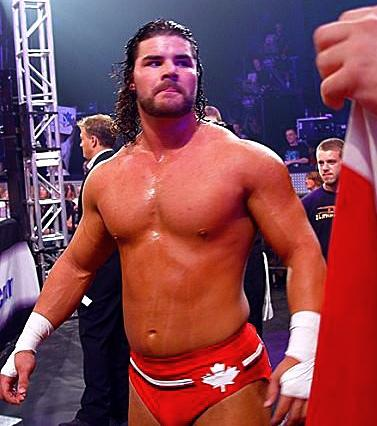
Roode mientras era miembro de Team Canada.

En mayo de 2004, Roode firmó Total Nonstop Action Wrestling (TNA) de Scott D'Amore, dueño de la Border City Wrestling, una promoción canadiense independiente para la cual Roode había trabajado en alguna ocasión. Roode hizo su debut en TNA bajo el nombre de Bobby Roode el 5 de mayo como parte del Team Canada (Roode, Petey Williams, Eric Young & Johnny Devine) derrotando al Team USA (Jerry Lynn, Chris Sabin, Christopher Daniels & Elix Skipper). Como parte del Team Canada, participaron del World X Cup enfrentando al Team Mexico, Team Japan y al Team USA en particular. El 26 de mayo, Team Canada no logró ganar la World X Cup, siendo Team USA los ganadores.
Luego de esto, Team Canada tuvo feudos con America's Most Wanted (Chris Harris & James Storm) y con 3Live Kru. El 28 de julio en un TNA PPV, Team Canada (Roode & Petey Williams) acompañados por Scott D'Amore fueron derrotados por America's Most Wanted. En la revancha el 4 de agosto en un TNA PPV, America's Most Wanted les volvió a derrotar a Roode & Williams, esta vez en un Country Whippin Match. Tras el combate atacaron a sus rivales, pero Triple X les atacó. Luego continuaron su feudo con 3Live Kru, lo que provocó que el 1 de septiembre en un TNA PPV, Team Canada (Roode, Johnny Devine & Eric Young) enfrentaran a 3Live Kru (BG James & Konnan) & Midnight Rider, siendo derrotados. El 15 de octubre en un episodio de Impact!, Roode & Eric Young derrotaron a Christopher Daniels & "Cowboy" James Storm, ganando los Campeonatos Mundiales en Pareja de la NWA. Sin embargo, los perdieron el 7 de noviembre en Victory Road, contra 3Live Kru (Konnan & B.G. James). Pero el 5 de diciembre volvieron a ganar los títulos en Turning Point, derrotando a 3Live Kru (B.G. James & Ron Killings). Como el miembro más importante y poderoso de ese momento, Roode actuó como enforcer del grupo, un papel popularizado por Arn Anderson.
A comienzos de 2005, Young & Roode empezaron un feudo con America's Most Wanted (Chris Harris & James Storm), perdiendo los campeonatos ante ellos el 16 de enero en Final Resolution. Luego en Against All Odds, Team Canada (Roode & Eric Young) fueron derrotados por Diamond Dallas Page & Monty Brown a pesar de tener en su esquina a Johnny Devine & Coach D'Amore. Luego de esto, el Team Canada reanudó sus respectivos feudos con America's Most Wanted y 3Live Kru. Debido a esto en Destination X el Team Canada (Roode, Eric Young, Petey Williams & A1) derrotaron a 3Live Kru (Konnan & B.G. James & America's Most Wanded (Chris Harris & James Storm) en un 8 Man Tag Team Mach, donde el Team Canada recibió la ayuda de Johnny Devine y de Coach D'Amore. Luego comenzó un feudo con Dustin Rhodes, enfrentándolo en Lockdown en un Two out of Three Falls Six Sides of Steel Match. Roode ganó la primera caída, mientras que Rhodes le venció en las últimas 2, siendo la última caída un Blindford Match (Roode tuvo que estar con los ojos vendados).
En Hard Justice, Roode participó en un Gauntlet for the Gold Match en un combate por una oportunidad por el Campeonato Mundial Peso Pesado de la NWA, pero Roode fue el primero en entrar y fue eliminado por Zach Gowen. Luego comenzó un feudo con Lance Hoyt, derrotándolo en Slammiversary. Al mismo tiempo que tenía un feudo con Hoyt, Team Canada se enfeudó con The Naturals. En No Surrender, Team Canada (Roode, Eric Young & A-1) derrotaron a Lance Hoy & The Naturals (Chase Stevens & Andy Douglas) a pesar de que ellos tenían a Jimmy Hart en su esquina. Luego, Team Canada reanudó su feudo con America's Most Wanted y al mismo tiempo tenían feudo con The Naturals. El 5 de agosto en Impact!, Roode & Eric Young se enfrentaron a The Naturals por los Campeonatos Mundiales en Parejas de la NWA, pero perdieron por descalificación. En Sacrifice, Team Canada (Roode, Young, A1 & Petey Williams) derrotaron a America's Most Wanted (Chris Harris & James Storm) & The Naturals (Andy Douglas & Chase Stevens) en un 8 Man Tag Team Match. En Unbreakable, Roode derrotó a Jeff Hardy luego de la intervención de Jeff Jarrett, que días después se alió con Team Canada como parte de un trato entre ellos y Planet Jarrett (stable de Jarrett). Luego de esto, Roode y el resto de Team Canada retomaron su feudo con 3Live Kru. El 1 de octubre, Team Canada y Planet Jarrett atacaba brutalmente a 3Live Kru, hasta que apareció Team 3D (Brother Ray & Brother Devon) y les atacaron, teniendo paralelamente feudo con ellos. En Bound for Glory, Team Canada (Roode, Eric Young & A-1) derrotaron a 3Live Kru (Konnan, Ron Killings y B.G. James. Tras el combate siguieron atacándolos, hasta que apareció Kip James y atacó a Team Canada. En el evento principal de la noche, acudieron a ayudar a Jeff Jarrett en su combate contra Rhino por el Campeonato Mundial Peso Pesado de la NWA, pero fueron detenidos por 3Live Kru y Team 3D. El 3 de noviembre en Impact!, Roode & Young fueron derrotados por Team 3D. En Genesis, Team Canada (Roode, Young & A-1) fueron derrotados por 3Live Kru (B.G. James, Ron Killings & Konnan) en un Hockey Stick Fight Match con Kip James de árbitro especial, quien les atacó. En el mismo evento, interfirieron en el combate entre Rhino & Team 3D contra Jeff Jarrett & America's Most Wanted ayudando al equipo de Jarrett, hasta que apareció Christian Cage y les atacó. Debido a esto el 8 de diciembre en Impact! se enfrentó a Christian Cage, pero fue derrotado. Luego continuaron su feudo con 4Live Kru (anteriormente 3Live Kru) y esto derivó a un combate en Turning Point donde el Team Canada (Roode, Eric Young, A1 & Petey Williams) derrotaron a 4Live Kru (Konnan, Ron Killings, B.G James & Kip James) después de que Konnan atacara a su propio equipo.
Tras la disolución de 4Live Kru, Roode mantuvo un feudo con Ron Killings, derrotándolo en Final Resolution tras la distracción de Konnan. A principios de 2006, reconociendo sus comparaciones a Anderson (teniendo Roode el papel de "Enforcer" de Team Canada), hizo la petición de que se le apodara "The Canadian Enforcer" a partir de ese momento, empezó a entrar al ring con una túnica que recuerda el estilo que fue popularizado por The Four Horsemen y Rick Rude a finales de 1980. Después Team Canada reanudó su feudo con Team 3D (Brother Ray & Brother Devon, enfrentándolos Roode & Young en Against All Odds, siendo derrotados. Tras el combate, junto a America's Most Wanted atacaron a Team 3D, hasta que Ron Killings apareció a detener el ataque. En Destination X, Team Canada (Roode & Eric Young) derrotaron a The Naturals (Andy Douglas & Chase Stevens). Luego en Lockdown, Team Canada (Roode, Eric Young & A-1) se enfrentaron a Team 3D (Brother Ray, Brother Devon & Brother Runt) en un Six Sides of Steel Anthem Match, siendo derrotados acabando el feudo. Luego comenzó un feudo con Rhino, logrando derrotarle en Sacrifice con ayuda de Coach D'Amore. Debido a esto continuaron el feudo con Rhino y en Slammiversary, Team Canada (Roode & Coach D'Amore) enfrentaron a Rhino en un Handicap Match, siendo derrotados. El 29 de junio en Impact!, el director de gestión de TNA Jim Cornette forzó a que se disolviera el Team Canada. Sin embargo el 6 de julio en Impact!, Cornette decidió darles una oportunidad de seguir siendo equipo, si ganaban su combate la siguiente semana. El 13 de julio (grabado el 3), Team Canada (Roode, Young, A-1 & Petey Williams) se enfrentaron a Jay Lethal, Rhino & Team 3D en un combate donde si ganaban tendría una oportunidad al Título que ellos escogiesen, pero si perdían serían forzados a disolver el equipo, siendo derrotados y disolviendo Team Canada. Luego en Victory Road apareció junto a sus excompañeros de Team Canada para dar una última despedida. Coach D'Amore destacó que Roode era un futuro Campeón Mundial, que Petey Williams era un destacado miembro de la División X, que A-1 era una verdadera potencia y luego dijo que Young tenía la culpa de la disolución del equipo.

#### Robert Roode Inc. (2006-2008)
Después de la disolución de Team Canada, Roode comenzó a referirse a sí mismo con el "agente libre más caliente de TNA". Las siguientes semanas Roode aparecía en varias Vignettes junto a varios Managers de TNA como Simon Diamond, Jim Mitchell, y Shane Douglas que le ofreció la idea de colocar a Roode como contendiente al Campeonato Mundial Peso Pesado de la NWA y manifestando interés en ser su Manager, pero Roode los despidió. Después de haber decidido que no trabajaría con un actual Manager de TNA, apareció en segmentos donde Roode se entrevistaba con diferentes Managers como Bobby "The Brain" Heenan el 7 de septiembre, Col. Robert Parker el 14 de septiembre, y Sherri Martel el 21 de septiembre. En Bound for Glory el reveló a Traci Brooks como su Manager y rápidamente cambió su nombre por el de Robert Roode, adoptando un Gimnick de corredor de bolsa de Wall Street y siendo conoces como "Ms. Brooks" y su "Chief Executive Offender" (CEO). Su primer feudo luego de su cambio de Gimnick fue con su excompañero Eric Young, cuando Roode empezó a sentir celos de él debido a que la gente no le apoyaba, pero si apoyaban cada maniobra de Young. Roode se enfrentó a Young en el Dark Match de Genesis en un desafió abierto, combate que inicialmente había ganado Roode, pero el árbitro ordenó reiniciar la lucha y fue derrotado. En la revancha el 23 de noviembre en Impact!, Roode fue nuevamente derrotado por Young. Luego de que en Turning Point, Young venciera a su novia Ms. Brooks en un concurso de bikinis, Roode junto a Ms. Brooks empezaron a decirle a Young que se uniera a "Robert Roode Inc."
Luego de tratar de convencer a Young para que se uniera a "Robert Roode Inc.". finalmente en Against All Odds gracias a que Ms. Brooks secudió a Eric Young, este firmó el contrato con "Robert Roode Inc." y tuvo el control de Young. Sin embargo Young comenzó a luchar de nuevo, debido a los consejos de un misterioso "amigo". En Lockdown, Roode derrotó a su excompañero de Team Canada Petey Williams en un Six Sides of Steel Match, creyendo que Williams eran el "amigo" de Young y a pesar de que el mismo Young intentó ayudar a Williams. La semana siguiente Young dijo que Williams no era su "amigo" y Roode que controlaba el contrato de Young le dio una semana para decirle quien era su amigo, o si no lo despediría. La semana siguiente, Young reveló que su "amigo" era Jeff Jarrett, por lo cual Roode enfrentó a Jarrett en Sacrifice, logrando derrotarlo. Roode luego se enfrentó a Young en Slammiversary. Originalmente Roode ganó el combate tras golpear a Young con una silla y cuando lo iba a despedir, Jim Cornette apareció y ordenó que el combate se reiniciara, ganando Young luego que Gail Kim atacaraa a Ms. Brooks y como resultado, Young dejó de estar bajo contrato de Roode. Roode & Brooks continuaron su feudo con Kim & Young enfrentándolos en Victory Road, siendo derrotados. Roode & Ms. Brooks se unieron a la Christian's Coalition para ayudarles en sus feudos con Sting y Abyss. El 26 de julio en Impact!, Mike Tenay declaró que Roode se había unido oficialmente al Stable. Su feudo con Young en Hard Justice, donde Roode lo derrotó en un Humillation Match, acabando el feudo. Sin embargo, fue Miss. Brooke la que terminó emplumada mientras Roode la veía desde el escenario y después, cuando ellos cuestionó su lealtad, Roode comenzó a tratar mal a Brooks, comenzando un Storyline en torno a eso. Roode entró en un pequeño feudo con Kaz, quien acababa de salir de la serotonina, ya que Kaz se había enfermado de ver a Roode maltratar a Ms. Brooks. En No Surrender, Roode derrotó a Kaz. Poco después, otros luchadores siguieron los pasos de Kaz hasta que se reveló en una entrevista que la relación entre Roode y Brooks no era más que la de un jefe y empleada, y que Brooks optó por aguantar las acciones de Roode, ya que necesitaba recaudar dinero para su madre enferma. Desde ese entonces, algunas superestrellas protestaron, aunque el Storyline del maltrato se desvaneció, las intimidaciones de Roode empeorarían. En Bound for Glory participó en la Fight for the Right Battle Royal, siendo el último eliminado por Eric Young. Además, el 25 de octubre en Impact perdió en su primer combate en el torneo Fight for the Right frente a Junior Fatu. Durante ese tiempo, Roode no solo comenzó a maltratar más a Brooks, ya que también mostró signos de misoginia en segmentos que involucran a otra mujer, como con Karen Angle, Gail Kim y Sharmell. En su derrota con Fatu, Brooks se burló de Roode, echándose a reír cuando Fatu le aplicó el "Stinkface". El 8 de noviembre en TNA Impact!, Brooke finalmente se vengó de Roode al empujarlo cuando iba a atacar a Chris Harris y también atacó a la fan número 1 de Roode. Durante ese tiempo, Roode mantuvo un feudo con Samoa Joe, siendo derrotado por él en Genesis. En el mismo combate, Brooks se desmayó teniendo que ser auxiliada (Kayfabe). Luego Roode formó una alianza con Christian Cage contra el recién llegado Booker T, afirmando que "él tiene viejas glorias" como Booker que llega y ya obtiene el estatus de evento principal a expensas de talentos como él. Debido a esto en Turning Point, Roode & Christian Cage enfrentaron a Booker T & Kaz, siendo derrotados. El 6 de diciembre Roode & Cage se aliaron con Kurt Angle, luego de que les invitara a formar parte de la Angle Alliance en Impact!. Eso solo duró esa noche, ya que Angle Alliance (Angle, A.J. Styles, Tomko, Roode & Christian Cage) perdería frente a Samoa Joe, Kevin Nash, Kaz, Booker T & Eric Young. Luego del combate, Roode y Cage tuvieron un altercado, lo que provocó que Angle y Rode atacaran a Cage, sacándolo del Stable.
Iniciando el 2008 Roode continuó su feudo con Booker T, por lo que en enero en Final Resolution, Roode & Ms. Brooks se enfrentaron a Booker T & Sharmell, siendo derrotados luego de que Roode traicionara a Brooks golpeándola. Después de perder, Roode iba a seguir golpeando a Brooks, pero Sharmell regresó al ring para detenerlo y Roode lo impidió golpeándola y cuando Booker fue al rescate de su esposa, Roode escapó del ring dándose cuenta de lo que había hecho. En el posterior Impact!, Roode confrontó a Brooks y la despidió, pero fue detenido por Jim Cornette cuando trató de golpearla. Luego, "la fan número 1 de Roode" atacó a Brooks y Roode remplazó a Ms. Brooks con ella, llamándola Ms. Payton Banks. Luego con Ms. Payton Banks como su Manager, Roode continuó su feudo con Booker enfrentándose ambos en Against All Odds, donde no hubo ganador al ambos perder por cuenta de ring y tras el combate, Roode escapó en un coche poniendo más furioso a Booker. Luego Booker recibió la ayuda de Ms. Brooks como Manager por lo que en Destination X, Roode se enfrentó a Booker en un Stand By Your Man Strap Match donde la Manager del ganador castigaría con una correa al Manager del perdedor. El combate lo ganó Roode y como resultado, Ms. Payton Banks tendría que castigar con una correa a Brooks. Sin embargo, Sharmell regresó y les atacó con un cinturón de cuero como venganza. Debido a esto en Lockdown, Roode & Payton Banks se enfrentaron a Booker & Sharmell en un Mixed Tag Team Six Sides of Steel Match, siendo derrotados. Tras perder, Roode humilló verbalmente a Payton Banks por la derrota (como lo hacía con Brooks) y eso puso fin a la alianza.

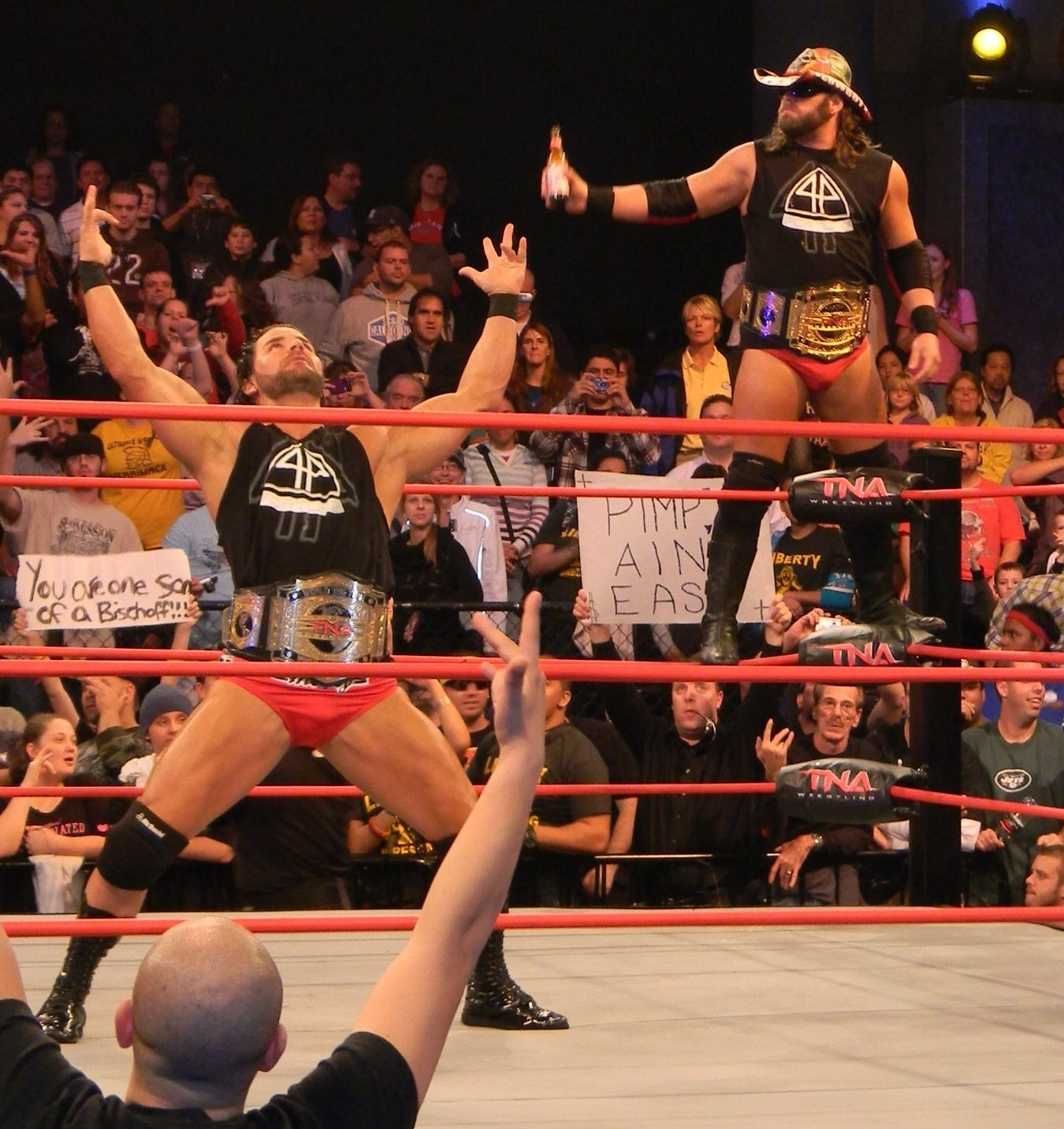
Beer Money, Inc. como Campeones Mundiales en Parejas de TNA.

Tras esto como parte del Deuces Wild Tournament para coronar a nuevos Campeones Mundiales en Parejas de TNA, en Sacrifice, Roode fue obligado a hacer equipo con Booker en cuartos de final siendo derrotados por Christian Cage & Rhino. El 22 de mayo en Impact!, Roode se clasificó al King of the Mountain Match tras vencer a Matt Morgan. En Slammiversary participó del King of the Mountain Match por el Campeonato Mundial Peso Pesado de TNA frente a Samoa Joe, Booker T, Rhino y Christian Cage con Kevin Nash como árbitro especial, pero Roode no logró ganar siendo Joe el que retuvo el Título.

#### Beer Money, Inc. (2008-2011)
El 12 de junio en Impact!, Roode junto a James Storm retaron a los Campeones Mundiales en Parejas de TNA The Latin American Xchange (LAX) (Homicide & Hernández) a un combate por los Títulos, ganando junto a Storm con trampas. Sin embargo, el Manager de LAX Hector Guerrero le informó al árbitro, que reinició el combate y entonces Roode & Storm fueron derrotados. Sin embargo, después del combate junto a Jacqueline atacaron a LAX comenzando un feudo. Al formar equipo, fueron conocidos bajo el nombre de "Beer Money, Inc." a veces solo mencionados como "Beer Money", basado el nombre en sus Gimnicks (Storm por "Beer" y Roode por "Money"). Debido a esto en Victory Road, Roode & Storm se enfrentaron a LAX por los Campeonatos en un "Fan's Revenge" Lumberjack Match, siendo derrotados. Sin embargo en Hard Justice, Beer Money ganó los Campeonatos Mundiales en Parejas de TNA tras derrotar a LAX luego de que Storm atacara a Homicide con una botella de cerveza. En No Surrender, Beer Money retuvo los Campeonatos tras derrotar a LAX. En Bound for Glory IV, Beer Money retuvo exitosamente los Campeonatos en un Fatal 4 Way Tag Monster's Brawl Match frente a LAX, Abyss & Matt Morgan y Team 3D luego que Roode cubriera a Hernández de LAX. Luego comenzaron un feudo con The Motor City Machine Guns (Alex Shelley & Chris Sabin) reteniendo los Títulos frente a ellos en Turning Point. Luego comenzaron un breve feudo con Abyss & Matt Morgan, reteniendo los Títulos frente a ellos en Final Resolution de diciembre.

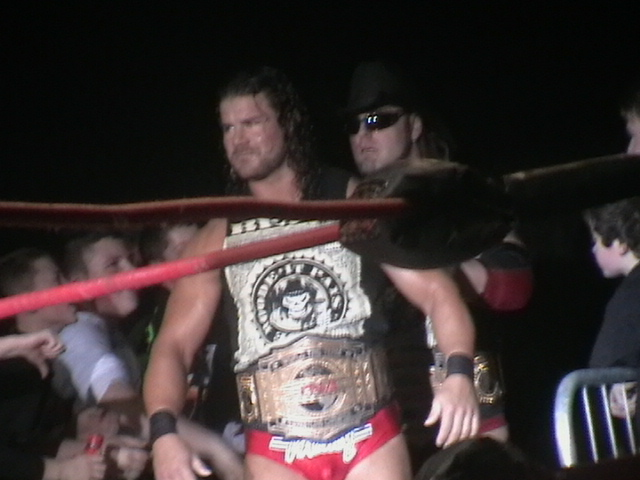
Robert Roode junto a James Storm como Campeones Mundiales en Parejas de TNA.

El 1 de enero en iMPACT!, Roode & Storm retuvieron los Campeonatos Mundiales en Parejas de TNA frente a LAX. Sin embargo la siguiente semana los perdieron frente a Jay Lethal & Consequences Creed. Pero los recuperaron 3 días después en Genesis tras derrotar a Lethal & Creed y Abyss & Matt Morgan. En Against All Odds, Beer Money retuvo los Títulos frente a Jay Lethal & Consequences Creed. El 12 de febrero en iMPACT! defendieron de forma exitosa los Campeonatos frente a Abyss & Rhino. La siguiente semana crearon el "Off the Wagon" Challenge que era un combate donde retaban a cualquier equipo a luchar por los Títulos, poniendo Beer Money en juego sus contratos y en el primer "Off the Wagon" Challenge derrotaron a Petey Williams & Eric Young. Las 2 semanas siguientes se enfrentaron como parte de su "Off the Wagon" Challenge a Lance Rock & Jimmy Rave y a LAX (Homicide & Hernández) ganando el primer combate y perdiendo el segundo por descalificación el cual al no ser perdido vía rendición o pinfall, hizo que Beer Money retuvieran los Campeonatos y no fueran despedidos de TNA. En Destination X en un "Off the Wagon" Challenge enfrentaron a Team 3D (Brother Ray & Brother Devon), perdiendo por cuenta de ring por lo que no perdieron los títulos. Debido a esto comenzaron un feudo con Team 3D, perdiendo ante ellos los Campeonatos en Lockdown en un Phili Street Fight Match donde también estuvieron en juego los Campeonato en Parejas de la IWGP. Para tratar de recuperar los Títulos comenzaron a participar del Team 3D Invitational Tag Team Tournament. El 23 de abril en la primera ronda derrotaron a Jay Lethal & Consequences Creed y el 7 de mayo derrotaron a Eric Young & Jethro Holliday pasando a la final del torneo. Sin embargo el 21 de mayo en iMPACT! cambiaron a Face tras salvar a Team 3D de un ataque de The British Invasion (Doug Williams, Brutus Magnus & Rob Terry). En Sacrifice enfrentaron a The British Invasion (Williams & Magnus) en la final del Team 3D Invitational Tag Team Tournament, ganando la final y consiguiendo una oportunidad a los Campeonatos Mundiales en Parejas de TNA. Dicha oportunidad se les concedió en Slammiversary donde derrotaron a Team 3D ganando los Campeonatos Mundiales en Parejas de TNA. Sin embargo, perdieron los Títulos en Victory Road frente a The Main Event Mafia (Scott Steiner & Booker T). Debido a esto en un feudo con The Main Event Mafia, Roode & Storm se unieron a The Frontline (conocidos también como TNA Originals), un equipo conformado por A.J. Styles, Rhino, Daniels, Eric Young, Team 3D, entre otros y se enfrentaron el 23 de julio a The British Invasion, Kiyoshi & Sheik Abdul Bashir, siendo derrotados tras la traición de Eric Young. Beer Money entonces entró en feudo con The British Invasion y en Hard Justice se enfrentaron a The British Invasion (Doug Williams & Brutus Magnus) por los Campeonatos en Parejas de la IWGP, siendo derrotados. Durante ese tiempo se aliaron con Team 3D para enfrentar a The British Invasion (Doug Williams & Brutus Magnus) y The Main Event Mafia (Scott Steiner & Booker T). En No Surrender, Beer Money & Team 3D derrotaron a The British Invasion & The Main Event Mafia en un Lethal Lockdown Match. Sin embargo, perdieron una Fatal 4 Way Tag Full Metal Mayhem Match donde estaba en juego los Campeonatos en Parejas de la IWGP y de la TNA, ganando Team 3D los de la IWGP y The British Invasion los de TNA en un combate donde también participaron The Main Event Mafia (Steiner & Booker T). En el siguiente iMPACT! tuvieron otra oportunidad por los Campeonatos Mundiales en Parejas de TNA frente a British Invasion en un Six Sides of Steel Match ganando el combate por descalificación luego que Brutus Magnus atacara al árbitro, lo que nos les permitió ganar los Títulos. En Turning Point se enfrentaron a The Motor City Machine Guns y The British Invasion por los Campeonatos Mundiales en Parejas de TNA, pero fueron derrotados por British Invasion tras la interferencia de Kevin Nash. En Final Resolution, Roode y su compañero James Storm participaron el Feast or Fired Match, pero no consiguieron ningún maletín.

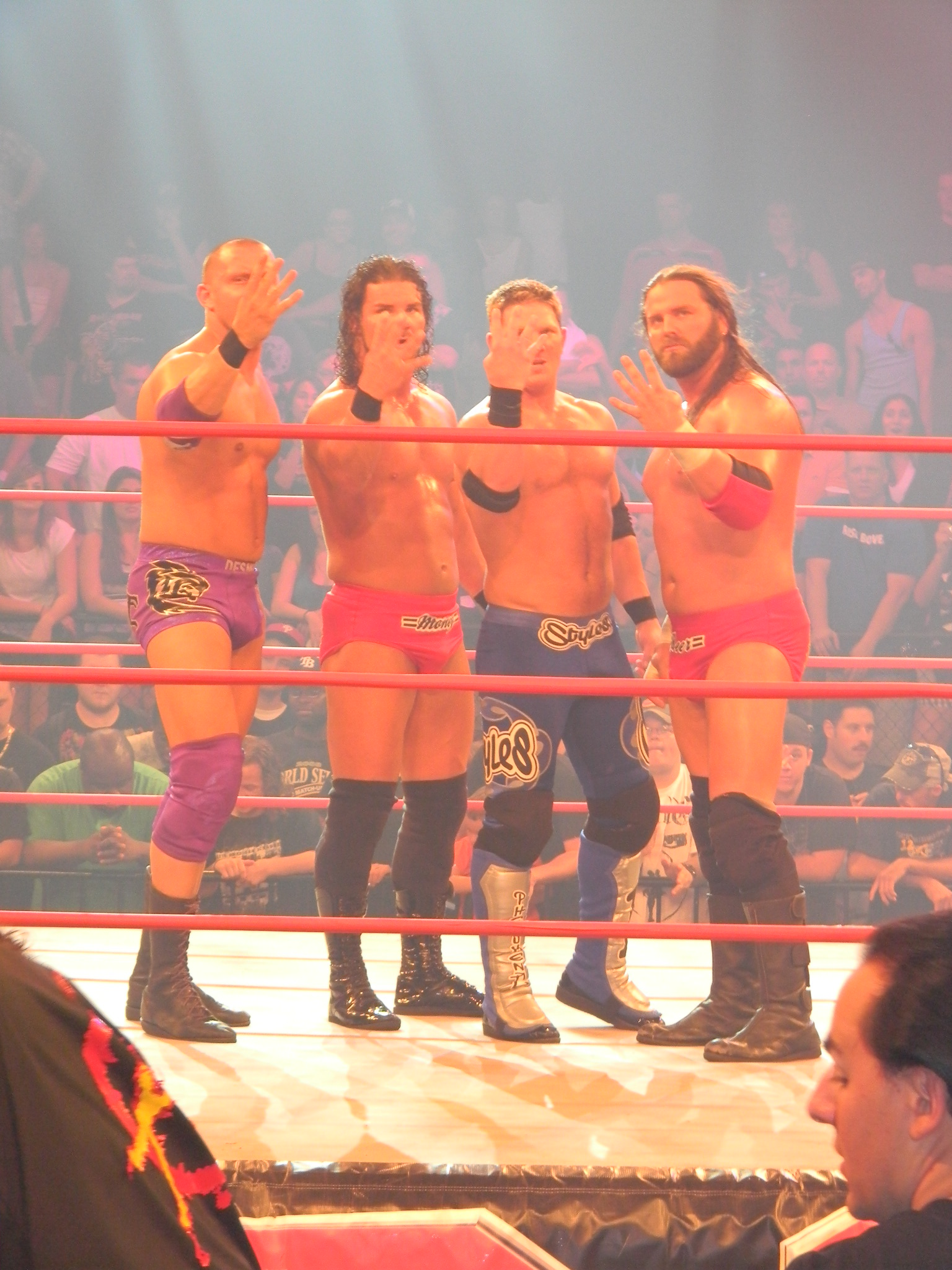
Los primeros miembros de Fortune: Desmond Wolfe, Robert Roode, A.J. Styles y James Storm.

Iniciando el año, Roode junto a Storm comenzaron un feudo con The Band (Kevin Nash, Scott Hall & Sean Waltman) al ser atacados por ellos el 4 de enero de 2010. En Genesis, Roode & Storm derrotaron a The Band (Kevin Nash & Syxx-Pac). Con la llegada de Hulk Hogan y Eric Bischoff a TNA a inicios del 2010, el tiempo de Beer Money, Inc. en televisión se vio reducido. Luego de que regresaran a Impact!, Beer Money cambiaron a Heel el 8 de marzo en Impact! luego de obligar a Jeff Jarrett a enfrentarlos en un Handicap Match, el cual ganaron luego de un "Low Blow" y un "D.W.I", diciendo después que esta era la única manera de llamar la atención de la nueva dirección de TNA. Roode & Storm desde ese entonces actuaron como secuaces de Eric Bischoff, atacando y luchando con luchadores con los cuales Bischoff tenía problemas como Jarrett o Jay Lethal. En Destination X, Beer Money, Inc. enfrentaron a Matt Morgan & Hernández por los Campeonatos Mundiales en Parejas de TNA, pero fueron derrotados. En Lockdown, Beer Money junto a Sting & Desmond Wolfe representaron al Team Flair enfrentando al Team Hogan (Abyss, Jeff Jarrett, Rob Van Dam & Jeff Hardy) en un Lethal Lockdown Match, siendo derrotados por el Team Hogan. Tras esto, empezaron un breve feudo con Motor City Machine Guns (Alex Shelley & Chris Sabin), enfrentándose en Sacrifice a ellos y a Team 3D (Brother Ray & Brother Devon) por una oportunidad por los Campeonatos Mundiales en Parejas de la TNA de Matt Morgan, pero ganaron The Motor City Machine Guns. Luego tuvieron un feudo con el reciente equipo de Jeff Hardy & Mr. Anderson más conocidos como "The Enigmatic Assholes", diciendo que ellos no eran una auténtica pareja como ellos. Sin embargo, en Slammiversary VIII, fueron derrotados por Hardy & Anderson. En el siguiente episodio de Impact! Ric Flair, acompañado de Roode, Storm, A.J. Styles, Desmond Wolfe y Kazarian, anunció que reformaría Four Horsemen, bajo el nombre de Fortune, y luego anunció que cada miembro del grupo tenía que ganarse su lugar y luego de que Storm & Roode ingresaron al grupo, ellos se convirtieron en los Ole Anderson y Tully Blanchard del grupo. Luego que los Campeonatos Mundiales en Parejas de TNA fueran dejados vacante en junio, Beer Money entró en un Torneo entre 4 equipos de 2 semana para decidir quienes enfrentarían a The Motor City Machine Guns por los Títulos en Victory Road. Beer Money ganó el torneo avanzando al combate por los Campeonatos tras vencer a Team 3D y a Ink Inc. (Jesse Neal & Shannon Moore). Sin embargo en Victory Road, Roode & Storm fueron derrotados por Motor City Machine Guns en el combate por los Campeonatos Mundiales en Parejas de TNA. Después de Victory Road, Beer Money entró en un Best of 5 Series con The Motor City Machine Guns, compitiendo por los Campeonatos Mundiales en Parejas de la TNA. Beer Money ganó los primeros 2 combates en un Ladder Match y un Street Fight Match, luego de noquear a sus oponentes tras golpearles con botellas de cerveza. El 29 de julio en Impact, Ric Flair dijo que Roode & Storm estaban a una victoria de ganar por cuarta vez los Campeonatos Mundiales en Parejas y que se habían ganado el derecho de formar de Fortune, uniéndose a Kazarian y Styles como miembros de Fortune. Sin embargo, Motor City Machine Guns les derrotaron en los siguientes 2 combates de la Best of 5 Series Matches, en un Steel Cage Match y un Ultimate X Match, dejando empatada la serie 2-2 y fijando un combate definitorio para el Impact del 12 de agosto. El 12 de agosto en Impact, Beer Money, Inc. fueron derrotados en un Two Out of Three Falls Match y como resultado perdieron el Best of 5 Series Match frente a Motor City Machine Guns. Después en la misma noche Matt Morgan y Douglas Williams fueron añadidos a Fortune cuando ellos 2 y todo Fortune atacaron a EV 2.0, Stable que consistía de exluchadores de la Extreme Championship Wrestling. En las semanas previas a Bound for Glory mientras tenían un feudo con EV 2.0, el Stable en vez de Fourtune pasó a llamarse Fortune debido a que había más de 4 miembros. En Bound for Glory; Roode, Storm, Styles, Kazarian & Morgan fueron derrotados en un Lethal Lockdown Match por EV 2.0 (Tommy Dreamer, Raven, Rhino, Sabu & Stevie Richards). En el siguiente episodio de Impact! Fortune formó una alianza con el nuevo Stable de Hulk Hogan y Eric Bischoff, Immortal. En Turning Point, Fortune derrotó a EV 2.0 en un 10 Man Tag Team Match y, como resultado, el miembro de EV 2.0 Sabu fue despedido de TNA. El siguiente mes en Final Resolution, Roode & Storm derrotaron a Ink Inc. ganando una oportunidad a los Campeonatos Mundiales en Parejas de TNA.
En Genesis, Roode & Storm ganaron por cuarta vez los Campeonatos Mundiales en Parejas de TNA tras derrotar a The Motor City Machine Guns. El 31 de enero en las grabaciones del 3 de febrero de Impact!, Roode y Fortune cambiaron a Face tras atacar a Immortal e interferir el combate por el Campeonato Mundial Peso Pesado de TNA entre Mr. Anderson y Jeff Hardy. Esto fue el comienzo de un feudo entre Fortune e Immortal y en Against All Odds, Beer Money, Inc & Scott Steiner derrotaron a Immortal (Gunner, Murphy & Rob Terry). Ric Flair, quien no participó del ataque a Immortal debido a que estaba fuera por lesión, regresó el 14 de febrero en las grabaciones del 17 de febrero de Impact, traicionando a Fortune y quedándose en Immortal. En Victory Road, Beer Money, Inc. derrotó a Ink Inc., reteniendo los Campeonatos Mundiales en Parejas de TNA. Luego de esto, continuaron el feudo con Immortal. En Lockdown, Roode, Storm, Kazarian & Christopher Daniels derrotaron a Immortal (Ric Flair, Abyss, Bully Ray & Matt Hardy) en un Lethal Lockdown Match, luego que Roode forzara a Flair a rendirse con un "Cross Armbar". Aquella maniobra sobre Flair fue utilizada para dejarlo fuera de televisión por 1 mes debido a otras lesiones. En mayo, Roode comenzó a usar nuevamente como primer nombre Bobby. El feudo con Immortal continuó y en Sacrifice, Beer Money, Inc retuvo nuevamente los Campeonatos Mundiales en Parejas de TNA frente a Immortal (Matt Hardy & Chris Harris). En el siguiente episodio de Impact Wrestling, Roode fue víctima de un ataque de Immortal en venganza de la lesión que le hizo a Flair en Lockdown, quedando lesionado (Kayfabe). 2 semanas después, Eric Bischoff amenazó con despojar a Beer Money, Inc. de los Campeonatos Mundiales en Parejas de TNA debido a la lesión de Roode, pero Roode & Storm le interrumpieron y su antiguo rival Alex Shelley (que tenía a su compañero, Chris Sabin recuperándose de una grave lesión), se ofreció como reemplazo de Roode en la defensa de los Títulos frente a The British Invasion en Slammiversary IX. En el evento, Storm & Shelley lograron ganar, manteniendo a Roode & Storm como Campeones. Roode hizo su regreso al ring el 23 de junio en Impact Wrestling, en un Tag Team Match, siendo junto a Storm derrotados por Crimson & Matt Morgan. El 13 de julio, Beer Money, Inc. se convirtieron en los Campeones en Mundiales en Parejas de TNA de reinado más largo, rompiendo el anterior récord de 184 días de A.J. Styles & Tomko en 2007. Luego de esto, como parte de Fortune, Roode & Storm tuvieron feudo con Immortal, pero paralelamente estuvieron enfeudados con Mexican America (Hernández & Anarquía). En Hardcore Justice, Beer Money, Inc. retuvieron exitosamente los Campeonatos frente a Mexican America. Sin embargo 2 días después, en las grabaciones de Impact Wrestling del 18 de agosto, fueron derrotados por Mexican America perdiendo los Campeonatos Mundiales en Parejas de TNA, finalizando el reinado de 212 días como Campeones.

#### Campeón Peso Pesado de TNA (2011-2013)
Desde junio hasta septiembre, Roode fue uno de los 12 participantes del Bound for Glory Series para determinar al contendiente número 1 al Campeonato Mundial Peso Pesado de TNA. Roode finalizó entre los 4 primeros del Torneo, avanzando a las finales en No Surrender along junto a James Storm, Bully Ray y Gunner. En ese mismo evento Roode venció a Gunner en la semifinal, pasando a la final junto a Ray que había derrotado a su compañero Storm durante el evento. El mismo día, Roode venció a Ray ganando el Bound for Glory Series y con esto obteniendo una oportunidad al Campeonato Mundial Peso Pesado de TNA en Bound for Glory. En las semanas antes del evento, el campeón Mundial Peso Pesado de TNA Kurt Angle, en un intento de causar tensión en Fortune, forzó a Roode a enfrentar a sus compañeros en una serie de combates, prometiendo a sus compañeros combates por el Título, en caso de que derrotasen a Roode. En el primer combate el 15 de septiembre en Impact Wrestling, Roode derrotó a Kazarian vía rendición. Luego de que Daniels se negara a luchar con Roode, Roode finalizó esa series de combates derrotando a Styles y Storm el 29 de septiembre y 6 de octubre respectivamente en Impact Wrestling. El 16 de octubre en Bound for Glory, Roode enfrentó a Angle por el Campeonato Mundial Peso Pesado de TNA, pero fue derrotado luego que el árbitro no se diera cuenta que Angle se había apoyado en las cuerdas durante la cobertura. En el siguiente episodio de Impact Wrestling, luego que se revelara que Roode no podría optar a tener una revancha frente a Angle, la nueva figura de autoridad Sting le dio a su compañero Storm la posibilidad de ganar el Campeonato, lo que se cumplió luego que Storm venciera a Angle ganando el Campeonato. La semana siguiente en Impact Wrestling, Roode derrotó a Samoa Joe obteniendo una oportunidad al Título. El 3 de noviembre en Impact Wrestling, Roode derrotó a Storm ganando el Campeonato Mundial Peso Pesado, luego de golpearlo con una botella de cerveza, disolviendo Beer Money, Inc. y cambiando a Heel. La siguiente semana, Roode retuvo su Campeonato frente a su excompañero Storm luego de que como resultado de un ataque en Backstage, Storm llegara al combate ensangrentado y tras el combate, Roode desafió a su excompañero en Fortune, A.J. Styles. En Turning Point, Roode retuvo su Campeonato frente a Styles. El feudo entre ambos continuó, enfrentándose en Final Resolution a Styles, donde Roode retuvo nuevamente el Título, al empatar con Styles 3–3 en un Iron Man Match de 30 minutos. Roode y Styles lucharon en un periodo de muerte súbita con tiempo extra el siguiente Impact Wrestling, donde Roode ganó y retuvo el Título.

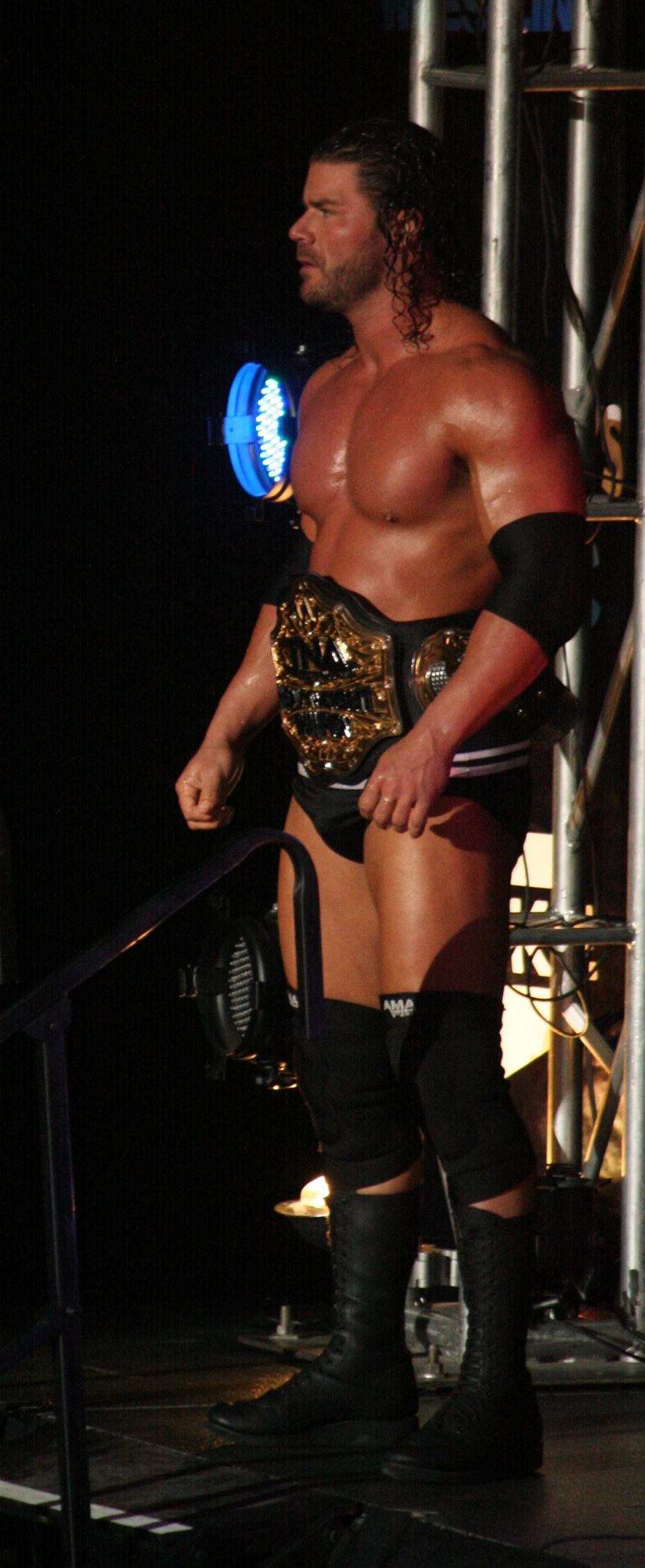
Roode como Campeón Mundial Pesado de TNA.

A inicios del año comenzó un feudo con Jeff Hardy, quien había ganado una oportunidad por el Campeonato de Roode. En Genesis, Roode fue derrotado por Hardy por descalificación, lo que le permitió a Roode retener el Título. En el siguiente episodio de Impact Wrestling, Roode y Hardy se enfrentaron en un combate de revancha por el Campeonato, pero el combate quedó sin resultado tras la interferencia de Bully Ray. En Against All Odds, Roode derrotó a Hardy, James Storm y Bully Ray en un Fatal 4 Way Match con Sting de árbitro especial, reteniendo el Campeonato Mundial Peso Pesado de TNA. En la siguiente edición de Impact Wrestling, Roode retuvo su Título frente a Jeff Hardy en un No Disqualification Match gracias a la interferencia de Kurt Angle. Roode comenzó un feudo con el entonces TNA General Manager Sting, por lo que ambos se enfrentaron en Victory Road, donde Roode venció a Sting en un No Holds Barred Match sin el Título en juego. Posteriormente reanudó su feudo con James Storm, enfrentándolo en Lockdown, donde Roode derrotó a Storm en un Steel Cage Match, después de haber caído fuera de la jaula tras una "Superkick" de Storm, reteniendo el Campeonato Mundial Peso Pesado. Luego de esto, entró en feudo con Rob Van Dam, frente a quien retuvo su Título en un Ladder Match en Sacrifice. El 24 de mayo en Impact Wrestling, Roode retuvo su Campeonato Mundial Peso Pesado de TNA frente a A.J. Styles, asegurando que al día siguiente se convertiría en el campeón Mundial Peso Pesado de TNA con más días de reinado, superando los 211 días del mismo Styles. Sin embargo después del combate, fue atacado por Sting. La semana siguiente, fue derrotado por Sting en un Lumberjack Match en el primer episodio en vivo de Impact Wrestling. Después de su derrota el General Manager de Impact Wrestling Hulk Hogan anunció que defendería su título ante Sting en Slammiversary X. En el evento, Roode logró retener el título al cubrir a Sting tras un golpe con una botella de cerveza. Sin embargo, tras el combate, fue atacado por Sting.
Al mes siguiente, empezó un feudo con el campeón de la División X Austin Aries, quien había cambiado su título por una oportunidad al título de Roode en Destination X. En el evento, Roode perdió el campeonato, finalizando su reinado de 256 días. Sin embargo, exigió una revancha, alegando que solo le derrotó por suerte, por lo que acordaron un combate en Hardcore Justice donde, si Roode perdía, no podría volver a luchar por el título mientras Aries fuera el campeón. En el evento, Roode salió derrotado.
Roode regresó en No Surrender 2012 atacando a James Storm retomando su vieja rivalidad. El 20 de septiembre en Impact Wrestling, James Sorm retó a Roode a un combate como parte del Open Fight Night, pero el combate acabó sin resultado cuando el árbitro Brian Hebner no pudo contener a ambos. Su rivalidad culminó en un Street Fight Match en Bound for Glory, siendo derrotado Roode por Storm en un combate donde el Peleador de las MMA King Mo fue el enforcer del combate. En Turning Point enfrentó a James Storm y A.J. Styles en una lucha para determinar al retador por el Campeonato Mundial, pero Storm se llevó la victoria. Sin embargo, en la siguiente edición de Impact Wrestling logró derrotar a Storm en una lucha donde estaba en juego la oportunidad titular, nombrándose retador al título, dicha oportunidad la tuvo en Final Resolution donde no logró ganarle a Jeff Hardy, y tras el combate los dos fueron atacados por Aces & Eights. En el siguiente Impact Wrestling, el miembro de Aces & Eights Devon reveló que el que había pedido que lo atacasen había sido Austin Aries, para impedirle ganar el Campeonato.
En Genesis obtuvo una nueva lucha por el Campeonato Mundial de Peso Pesado de TNA contra Jeff Hardy y Austin Aries, pero Hardy se llevó la victoria. Tras esto, Roode y Aries empezaron a hacer equipo, exigiendo oportunidades por los títulos. Estos comentarios les llevaron a una confrontación con los Campeones Mundiales en Parejas Chavo Guerrero & Hernández, con quienes empezaron un feudo.

#### Combates titulares y reinados (2013-2015)

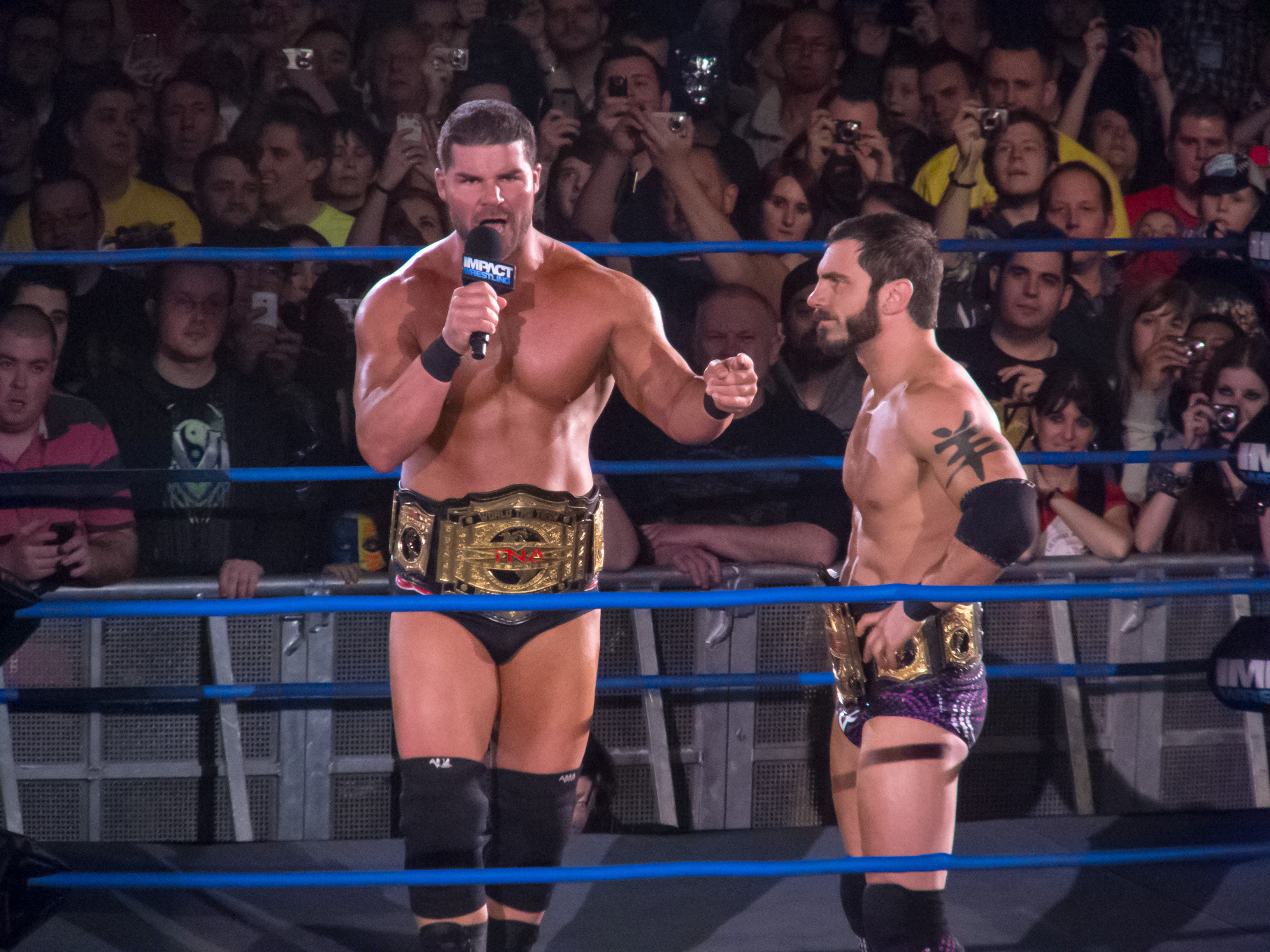
Roode como Campeón Mundial en Parejas, junto a Austin Aries.

El 25 de enero de 2013, en Reino Unido, Roode & Aries les derrotaron, ganando los títulos, consiguiendo Roode su quinto Campeonato en Parejas. En Lockdown retuvieron el título tras derrotar a Chavo & Hernández, y Bad Influence (Christopher Daniels & Kazarian). El 21 de marzo en Impact Wrestling derrotaron a Chavo y Hernández una vez más reteniendo el título. Sin embargo, lo perdieron ante los excampeones el 11 de abril de 2013 en Impact Wrestling.
Roode participó en el Bound for Glory Series 2013, perdiendo sus primeros combates. Debido a sus derrotas, inició una alianza con Bad Influence (Christopher Daniels & Kazarian), comenzando los tres a ayudarse entre sí, siendo conocidos como The Extraordinary Gentlemen Organization (EGO). Al final, logró clasificarse como uno de los cuatro finalistas, pero el 12 de septiembre en No Surrender, fue derrotado por Magnus en la semifinal. Esta derrota le molestó, por lo que EGO interfirieron en la final entre AJ Styles y Magnus. Durante las semanas siguientes, EGO siguió atacando a Magnus en sus combates. El 3 de octubre, Daniels y Kazarian dijerona Roode que crearían el EGO Hall of Fame y él sería el primer luchador incluido. La ceremonia se llevó a cabo una semana después. Durante u discurso de introducción, Roode insultó a Kurt Angle, quien iba a ser incluido ese año en el TNA Hall of Fame. Durante su discurso, Angle hizo su regreso, retando a Roode a una lucha en Bound for Glory. En Bound for Glory, Roode derrotó a Angle debido a que Angle le aplicó un Angle Slam desde la tercera cuerda y no pudo levantarse, permitiendo que Roode hiciera la cuenta. En Turning Point, derrotó a James Storm clasificando a las semifinales por la vacante del Campeonato Mundial Peso Pesado de la TNA. En las semifinales, fue derrotado por Jeff Hardy. Tras esto, retomó su rivalidad con Kurt Angle. En Final Resolution, Roode venció a Angle en un 2-out-of-3 Falls Match.
En Genesis, fue derrotado por Angle en un Steel Cage Match, terminando así su feudo. Tras esto, tuvo un pequeño conflicto con Dixie Carter con quien, se alió posteriormente y se involucró en la rivalidad entre Dixie y MVP. En Lockdown, fue derrotado por MVP en un Lethal Lockdown Match. Terminada la lucha, fue atacado por Bully Ray quien era el árbitro especial invitado del encuentro, aplicando un "Bully Bomb" sobre una mesa, comenzando una rivalidad con Ray. En Sacrifice, derrotó a Ray en un Tables Match. El 9 de mayo en Impact Wrestling, tenía que luchar contra Eric Young por el Campeonato Mundial Pesado de TNA pero MVP se negó a dar la lucha. Tras esto, Roode fue suspendido indefinidamente.
El 19 de junio en Impact Wrestling, hizo su regreso atacando a Kenny King, en su intento de defender a Eric Young, cambiando a face. En Hardcore Justice, participó en un Six Sides of Steel Match para ser retador #1 por el Campeonato Mundial Pesado de TNA pero no pudo ganar la lucha ya que salió al mismo tiempo que Eric Young. Tras esto, tuvo una rivalidad con Lashley. En No Surrender, fue derrotado por Lashley. El 18 de septiembre en Impact Wrestling, derrotó a Lashely, ganando por segunda vez el Campeonato Mundial Peso Pesado de la TNA. Durante su reinado, defendió el título ante Tommy Dreamer en House of Hardcore, donde lo retuvo.

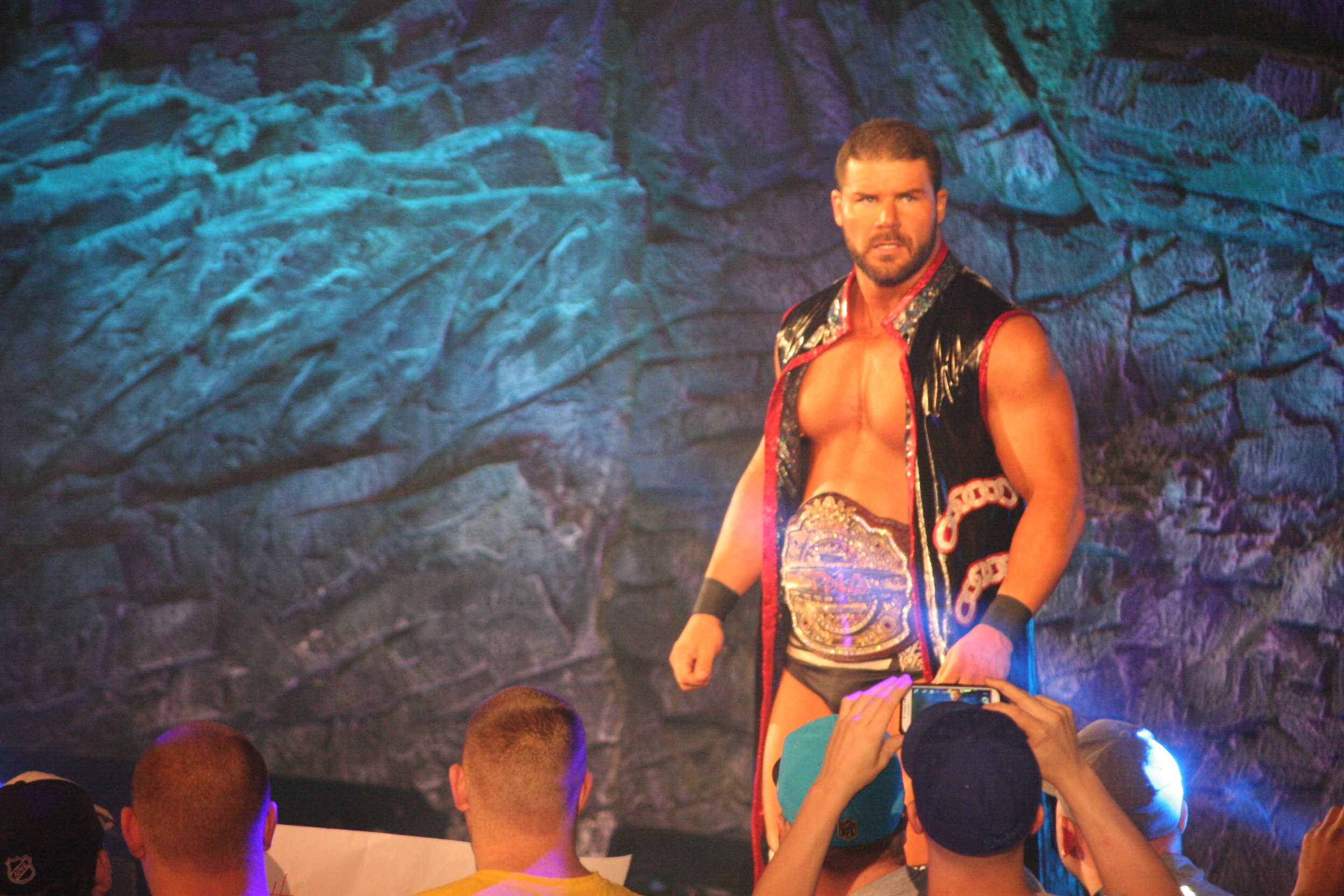
Roode como Campeón Rey de la Montaña de TNA.

El 7 de enero en Impact Wrestling, fue derrotado por Lashley y perdió el Campeonato gracias a la traición de Eric Young a Roode. Como consecuencia, tuvo una rivalidad intensa con Young. En Impact Wrestling Lockdown, derrotó a Young en un Six Sides of Steel Match. Tras esto, se alió nuevamente con Austin Aries en busca de los vacantes Campeonatos Mundiales en Parejas de TNA que habían dejado The Hardys comenzando una rivalidad con The Wolves. El 25 de junio en Impact Wrestling, fue derrotado junto con Aries por The Wolves en un Iron Man Match. Tras esto, comenzó un feudo con Rockstar Spud ya que, Spud derrotó a Aries, haciendo que este tuviera que abandonar TNA, cambiando a heel. El 28 de julio, en Impact Wrestling, se enfrentó a PJ Black (luchador que formaba parte de la invasión GFW a TNA) por el Campeonato del Rey de la Montaña de TNA, ganándolo a favor de TNA y cambiando a face. El 30 de septiembre en Impact Wrestling, Roode lanzó un reto abierto por el Campeonato del Rey de la Montaña de TNA, el cual fue respondido por Lashley. En Bound for Glory, derrotó a Lashley.

#### Reunión de Beer Money (2015-2016)
El 5 de enero de 2016 en Impact Wrestling, fue derrotado por Eric Young por interferencia de Bram, perdiendo el título. Para ese momento, Roode se volvió a asociar con James Storm y resurgió Beer Money, Inc. El 9 de febrero en Impact Wrestling, Storm cobró su oportunidad por los Campeonatos en Parejas para enfrentarse a The Wolves, derrotándolos y ganando dichos campeonatos. Pronto, surgió una rivalidad entre Beer Money Inc. y The Decay. El 19 de marzo en Impact Wrestling, Decay derrotó a Beer Money por el Campeonatos en Parejas. Esa misma noche, TNA anunció que Roode dejaba la compañía después de 12 años.

### WWE

#### Campeón de NXT (2016-2017)

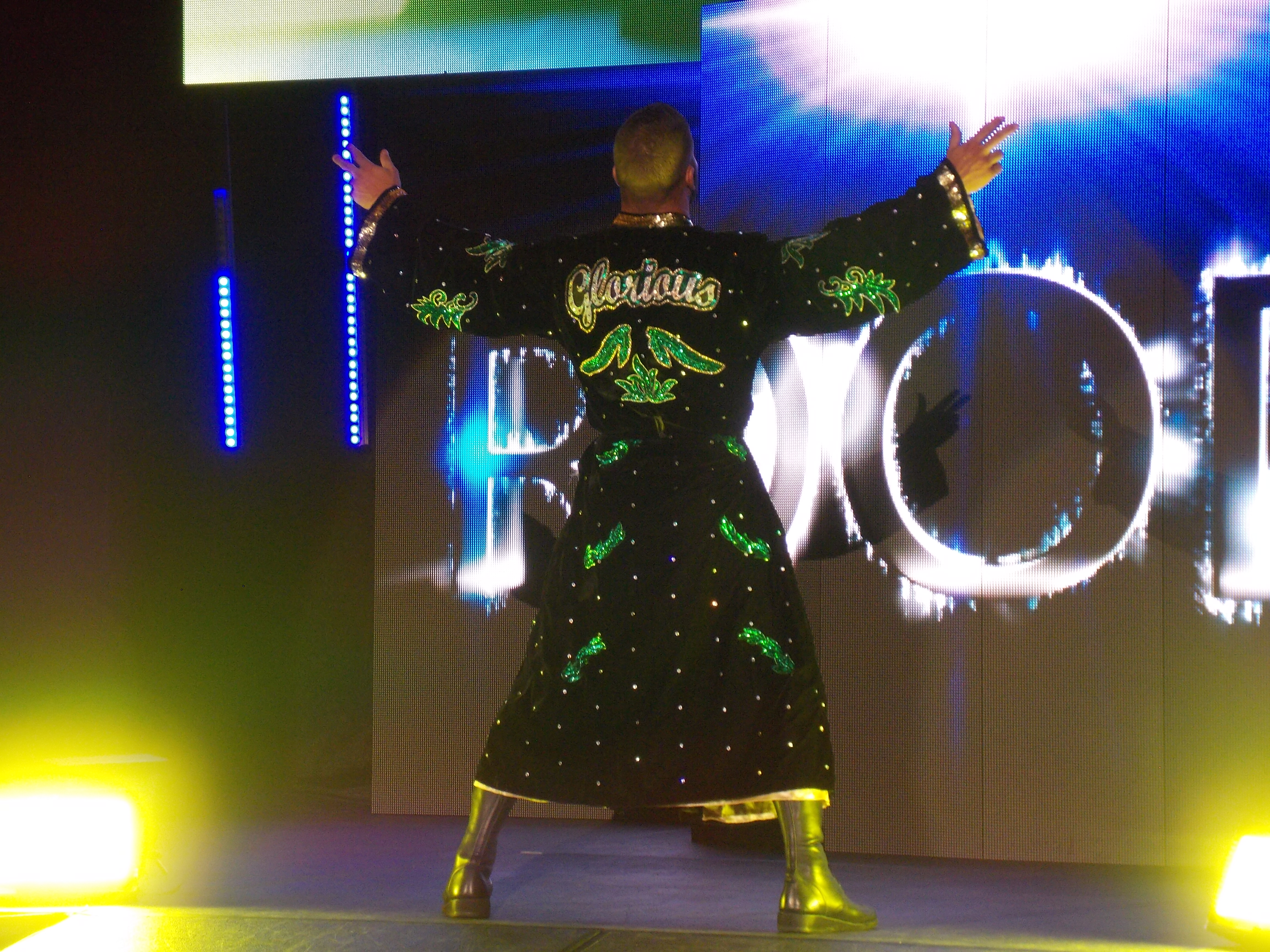
Roode haciendo su entrada en septiembre de 2016.

El 1 de abril de 2016, Roode apareció entre la multitud en NXT TakeOver: Dallas. El 8 de junio en NXT TakeOver: The End, Roode apareció tras bastidores durante una entrevista con el gerente general de NXT, William Regal, donde fue visto entrando en la oficina de Regal, insinuando que Roode estaba a punto de firmar con la WWE o que ya lo había hecho. El 11 de junio durante la gira de NXT en el Reino Unido en el Download Festival, Roode hizo su debut en el ring y derrotó a Angelo Dawkins. El 3 de agosto, Roode hizo su debut televisado en NXT y rápidamente hizo enfadar a la multitud para establecerse como heel. La semana siguiente en NXT, Roode apareció después de que Andrade "Cien" Almas derrotó a Angelo Dawkins y le informó a Almas que el gerente general William Regal programó una lucha entre los dos el 20 de agosto en NXT TakeOver: Brooklyn II, donde Roode derrotó a Almas. En el episodio del 14 de septiembre de NXT, Roode derrotó a No Way Jose en su debut en Full Sail University. En el episodio del 28 de septiembre de NXT, Roode apareció después de que Tye Dillinger derrotó a Angelo Dawkins y más tarde persuadió a Dillinger para ser su compañero de equipo en el Dusty Rhodes Tag Team Classic. En el episodio del 12 de octubre de NXT, Roode y Dillinger fueron derrotados por SAnitY (Alexander Wolfe y Sawyer Fulton) en la primera ronda después de que Roode abandonó a Dillinger durante el combate. Durante las siguientes semanas, Roode y Dillinger se atacaron mutuamente después de sus combates, lo que los llevó a una lucha el 19 de noviembre en NXT TakeOver: Toronto, en la que Roode derrotó a Dillinger.
En el episodio del 14 de diciembre de NXT, Roode clasificó a un Fatal 4-Way match para determinar al contendiente número uno por el Campeonato de NXT después de derrotar a Oney Lorcan. En el episodio del 21 de diciembre de NXT, Roode derrotó a Andrade "Cien" Almas, Tye Dillinger y Roderick Strong en el Fatal 4-Way match para ganar la oportunidad por el título contra el campeón de NXT Shinsuke Nakamura. El 28 de enero de 2017 en NXT TakeOver: San Antonio, Roode derrotó a Nakamura para ganar el título, convirtiéndose en el campeón de NXT más viejo en la historia de la WWE en el proceso. En el episodio del 15 de marzo de NXT, Roode tuvo su primera defensa titular exitosa, derrotando a Kassius Ohno. El 1 de abril en NXT TakeOver: Orlando, Roode defendió con éxito el título contra Nakamura en una revancha titular, dándole a Nakamura su primera derrota en luchas individuales en su combate de despedida de NXT. En el episodio del 19 de abril de NXT, Roode fue interrumpido por Hideo Itami, quien lo atacó con un GTS. El 20 de mayo en NXT TakeOver: Chicago, Roode retuvo el Campeonato de NXT ante Itami. En el episodio del 7 de junio de NXT, Roderick Strong anunció sus intenciones de capturar el Campeonato de NXT y Roode salió para burlarse de él, provocando el inicio de una rivalidad. Los dos se involucraron en una pelea tras bastidores dos semanas después de que Roode se burló de Strong y su familia. En el episodio del 5 de julio de NXT, Roode defendió con éxito el Campeonato de NXT contra Strong. En el episodio del 19 de julio de NXT, Drew McIntyre derrotó a Killian Dain, ganándose el derecho de desafiar a Roode por el Campeonato de NXT. En el episodio del 2 de agosto de NXT, Strong intentó atacar a Roode durante una entrevista tras bastidores, en la que Roode afirmó ser un "mejor hombre" que Strong. En el episodio del 16 de agosto de NXT, Roode atacó a McIntyre y Strong durante el evento principal. El 19 de agosto en NXT TakeOver: Brooklyn III, Roode perdió el Campeonato de NXT ante McIntyre, dándole a Roode su primera derrota individual en NXT. En el episodio del 30 de agosto de NXT, Roode perdió contra Strong en su último combate televisado de NXT. Roode tuvo su combate de despedida de NXT el 9 de septiembre en un evento en vivo de NXT en Toronto, donde derrotó a Velveteen Dream.

#### Campeón de los Estados Unidos (2017-2018)
En el episodio del 22 de agosto de SmackDown, Roode hizo su debut en el roster principal como face, derrotando a Aiden English en una lucha individual y luego derrotó a Mike Kanellis en el siguiente episodio de SmackDown. En el episodio del 26 de septiembre de SmackDown, Roode confrontó y desafió a Dolph Ziggler a una lucha el 8 de octubre en Hell in a Cell, el cual Roode ganó con un roll-up mientras sostenía las medias de Ziggler. Luego, Ziggler atacó a Roode y exigió una revancha en el siguiente episodio de SmackDown, lo cual Roode aceptó, sufriendo su primera derrota por pinfall ya que esta vez era Ziggler quien sostenía la trusa de Roode durante el conteo. En el episodio del 24 de octubre de SmackDown, Roode interrumpió a Ziggler durante una entrevista tras bastidores con Renee Young, desafiándolo un 2-out-of-3 Falls match la siguiente semana en SmackDown, el cual Ziggler que aceptó. En el combate, Roode derrotó a Ziggler con dos caídas a una, terminando su feudo y también ganando un lugar en el Team SmackDown en Survivor Series.
El 19 de noviembre en Survivor Series, Roode fue el segundo eliminado en general por Braun Strowman y, finalmente, el Team SmackDown perdió ante el Team Raw. A finales de noviembre, Roode comenzó una rivalidad con el Campeón de Estados Unidos Baron Corbin, lo que los llevó a un combate por el título el 17 de diciembre en Clash of Champions, el cual también involucró a Ziggler, quien ganó el título cubriendo a Corbin. Después de que Ziggler abandonó el Campeonato de Estados Unidos en el episodio del 19 de diciembre de SmackDown, se organizó un torneo de ocho hombres para coronar a un nuevo campeón. En el episodio del 26 de diciembre de SmackDown, Roode derrotó a Baron Corbin en la primera ronda.
El 3 de enero de 2018, se anunció que Roode se uniría con la Campeona Femenina de SmackDown Charlotte Flair (con undúo apodado "The Robe Warriors") en el torneo Mixed Match Challenge. En el episodio del 16 de enero de SmackDown, Roode derrotó a Mojo Rawley en las semifinales del torneo por el vacante Campeonato de Estados Unidos. Esa misma noche, en el evento principal, Roode derrotó a Jinder Mahal en la final del torneo para ganar el Campeonato de Estados Unidos, su primer campeonato en el elenco principal. Roode defendería el título durante 54 días, reteniéndolo contra Rawley durante el kick-off de Royal Rumble durante un desafío abierto, y contra Rusev en el episodio del 6 de febrero de SmackDown, hasta que lo perdió ante Randy Orton en Fastlane, haciendo que Roode atacara a Orton por frustración después de salvarlo de un ataque de Mahal. Roode intentó recuperar el título en WrestleMania 34 en un Fatal 4-Way match contra Orton, Mahal y Rusev, el cual fue ganado por Mahal. Durante este tiempo, en el Mixed Match Challenge, Flair (que tuvo que someterse a una cirugía dental menor) fue reemplazada por Becky Lynch a través de una votación de los fanáticos en las redes sociales, y Roode & Lynch derrotaron a Finn Bálor & Sasha Banks. Flair regresó para la final del Mixed Match Challenge, donde Roode & Flair perdieron ante el equipo de The Miz & Asuka.

#### Equipo con Chad Gable (2018-2019)
El 16 de abril, Roode fue trasladado a la marca Raw debido al Superstar Shake-up. En su debut en Raw, fue presentado como el competidor sorpresa en un 10-man Tag Team match, en el que se unió a Bobby Lashley, Braun Strowman, Finn Bálor y Seth Rollins para derrotar a The Miz, Bo Dallas, Curtis Axel, Kevin Owens y Sami Zayn. En el evento Greatest Royal Rumble, Roode participó en el Greatest Royal Rumble match, donde duró poco menos de dieciocho minutos antes de ser eliminado por Baron Corbin. La primera rivalidad de Roode en el elenco de Raw fue con Elias, con el par intercambiando victorias en los meses de abril y mayo. En el episodio del 14 de mayo de Raw, Roode derrotó a Baron Corbin y No Way Jose en un Triple Threat match para clasificar al Men's Money in the Bank Ladder match el 17 de junio en Money in the Bank, el cual fue ganado por Braun Strowman.
En el episodio del 3 de septiembre de Raw, Roode formó un equipo con Chad Gable y juntos derrotaron a The Ascension. Durante las siguientes semanas en Raw, Roode y Gable intercambiarían victorias sobre The Ascension en luchas individuales y por equipos. En el episodio del 12 de noviembre de Raw, Roode & Gable se convirtieron en los capitanes del Team Raw para un Traditional Survivor Series Elimination Tag Team match en Survivor Series después de ganar un Tag Team Battle Royal. En el kick-off del evento, el Team Raw fue derrotado por el Team SmackDown, siendo Gable & Roode eliminados después de que Big E cubriera a Gable. La noche siguiente en Raw, Roode & Gable derrotaron a los Campeones en Parejas de Raw The Authors of Pain (AOP) en una lucha no titular, marcando la primera derrota de AOP en el elenco principal, por lo que recibieron una lucha por los campeonatos. Sin embargo, la semana siguiente en Raw, Roode & Gable fueron derrotados por AOP debido a una distracción de Drake Maverick, por lo que no lograron ganar los títulos. Sin embargo, recibieron otra oportunidad titular en el episodio del 10 de diciembre de Raw, donde Roode & Gable derrotaron a AOP & Drake Maverick en un 3-on-2 Handicap match para capturar los Campeonatos en Parejas de Raw después de que Roode cubriera a Maverick. En TLC: Tables, Ladders & Chairs, Roode y Gable, junto con otras superestrellas, ayudaron a Braun Strowman a derrotar fácilmente al gerente general interino Baron Corbin en un Tables, Ladders and Chairs match, por lo que Corbin fue despojado de todo poder autoritario. En el episodio del 24 de diciembre de Raw, Roode & Gable defendieron exitosamente los títulos ante The Revival.
En el episodio del 7 de enero de 2019 de Raw, Roode & Gable nuevamente retuvieron los Campeonatos en Parejas de Raw ante The Revival en un Lumberjack match, siendo los leñadores el resto de la división por equipos de Raw. Dos semanas después en Raw, Roode & Gable retuvieron por tercera vez los títulos ante The Revival en una lucha con Curt Hawkins como árbitro especial invitado. En el kick-off de Royal Rumble, Roode & Gable derrotaron a Rezar & Scott Dawson en una lucha no titular. La estipulación de la lucha establecía que si Rezar y Dawson ganaban, sus respectivos equipos (AOP y The Revival) recibirían un combate por los Campeonatos en Parejas de Raw. Finalmente, The Revival recibiría una lucha más por los títulos en el episodio del 11 de febrero de Raw, en la que Roode y Gable perdieron los campeonatos, terminando su reinado a los 63 días. El 10 de marzo en Fastlane, Roode & Gable no lograron recuperar los campeonatos al ser derrotados por The Revival en un Triple Threat match que también involucró a los recién debutantes Ricochet & Aleister Black. El 7 de abril en el kick-off de WrestleMania 35, tanto Roode como Gable participaron en el André the Giant Memorial Battle Royal, pero ninguno de los dos logró ganar el combate. La noche siguiente en Raw, Roode y Gable cambiaron a heels cuando Roode atacó a Ricochet después de perder contra Ricochet & Black en una lucha por equipos, marcando el primer cambio a heel de Roode en el elenco principal. La semana siguiente en Raw, Roode & Gable fueron derrotados por The Usos en su última lucha como equipo antes de su separación.
El 16 de abril, Chad Gable fue traspasado a SmackDown durante el Superstar Shake-up, disolviendo el equipo y dejando a Roode como competidor individual. En el episodio del 22 de abril de Raw, Roode, luciendo un afeitado de barba y un bigote, formalizó su nombre a Robert Roode, antes de derrotar a Ricochet. En el episodio del 20 de mayo de Raw, Roode se convirtió en el segundo poseedor del recién inaugurado Campeonato 24/7 de WWE, cubriendo al campeón inaugural Titus O'Neil en la rampa de entrada. Su reinado terminó esa misma noche cuando R-Truth lo derrotó en el estacionamiento. En el evento Super Show-Down, Roode participó en un 51-man Battle Royal, donde no tuvo éxito en ganar.

#### The Dirty Dawgs (2019-2022)
En el episodio del 26 de agosto de Raw, Roode se asoció con Dolph Ziggler para ganar un Tag Team Turmoil match y así obtener una lucha por los Campeonatos en Parejas de Raw contra Seth Rollins y Braun Strowman en Clash of Champions. En el evento, Roode y Ziggler derrotaron a Rollins y Strowman para ganar los títulos, marcando con eso el segundo reinado individual de Roode. En el episodio del 23 de septiembre de Raw, Roode compitió en un Fatal 5-Way Elimination match por una oportunidad por el Campeonato Universal de WWE de Rollins, pero fue el último eliminado por Rey Mysterio. El 30 de septiembre en la premiere de temporada de Raw, Roode & Ziggler tuvieron su primera defensa titular, derrotando a Heavy Machinery (Otis & Tucker). En el episodio del 14 de octubre de Raw, Roode & Ziggler perdieron los Campeonatos en Parejas de Raw ante The Viking Raiders, terminando su reinado a los 29 días. Más tarde, debido al Draft, Roode fue traspasado a la marca SmackDown junto con Ziggler, quien permanecería en dicha marca. El 31 de octubre en Crown Jewel, Roode & Ziggler compitieron en un Tag Team Turmoil match por la Copa Mundial en Parejas de WWE, eliminando a Lucha House Party (Lince Dorado & Gran Metalik) y al equipo de Curt Hawkins & Zack Ryder antes de ser eliminados por Heavy Machinery. En el episodio del 8 de noviembre de SmackDown, Roode y Ziggler interfirieron en la lucha de Roman Reigns contra King Corbin, permitiéndole a Corbin llevarse la victoria. En el kick-off de Survivor Series, Roode & Ziggler ganaron un Interbrand Tag Team Battle Royal después de eliminar finalmente a The Street Profits (Angelo Dawkins & Montez Ford). Cinco noches después, Roode fue seleccionado por King Corbin para enfrentarse ante Reigns en un combate individual esa misma noche, pero fue derrotado y después del combate fue atacado brutalmente por este, a pesar de las interferencias de Ziggler y Corbin. El 10 de diciembre se dio a conocer un comunicado a través de la página oficial de WWE en que Roode fue suspendido por 30 días debido a una violación en la Política de Bienestar, siendo esta su primera violación a dicho programa.
Roode hizo su regreso en el episodio del 10 de enero en SmackDown, atacando tanto a Reigns como a The Usos después de un combate por equipos junto a Ziggler y Corbin. Tras esto, se enfrentó ante Reigns en el episodio del 17 de enero en donde el ganador escogería la estipulación del combate entre Reigns y Corbin en Royal Rumble del mismo que hará su participación en el Royal Rumble Match. Sin embargo, fue derrotado por Reigns en un Tables Match y este escogió un Falls Count Anywhere Match para el evento. Después de esto, en el episodio del 24 de enero junto a Corbin y Ziggler fueron derrotados por Reigns y The Usos, al ser cubierto por Jimmy Uso. Dos noches después, Roode y Ziggler ayudaron sin éxito a Corbin, quien fue derrotado por Reigns gracias a la ayuda de The Usos y más tarde en ese mismo evento, Roode participó en el Men's Royal Rumble Match en Royal Rumble con la entrada #4, siendo eliminado por Brock Lesnar en cuestión de segundos. Cinco noches después, Roode, Ziggler y Corbin volvieron a ser derrotados por Reigns y The Usos en un Loser Eats Dog's Food Match, con Corbin siendo bañado en comida para perros después del combate. Tras estas derrotas, Roode y Ziggler continuaron como equipo, separándose de Corbin. En el episodio del 7 de febrero, Roode y Ziggler fueron derrotados por The Usos en un Tag Team Match y dos semanas después, Roode junto a Ziggler y The Miz & John Morrison fueron derrotados por The Usos y The New Day en un Eight-Man Tag Team Match. Roode tuvo su primera victoria al derrotar a Kofi Kingston en un combate individual en el episodio del  28 de febrero en SmackDown. En el episodio del  6 de marzo, Roode y Ziggler ganaron un Gaunlet Match para entrar como últimos participantes en el Elimination Chamber Match en Elimination Chamber por los SmackDown Tag Team Championship. En dicho combate, eliminaron a Heavy Machinery (Otis & Tucker) pero él y Ziggler fueron eliminados por The Usos en tercer lugar, acabando el feudo con ellos. Cuando la pandemia del COVID entró en vigencia, Roode tuvo que alejarse de la programación de WWE durante un tiempo debido al cierre de fronteras, quedándose en Canadá y dos meses después, fue traspasado a Raw junto a Ziggler a cambio de AJ Styles, quien fue traspasado a SmackDown en el Raw posterior a Backlash.
Tras una larga ausencia de siete meses, Roode regresó en el episodio del 28 de septiembre en Raw, respondiendo un Open Challenge de Drew McIntyre por el WWE Championship, pero fue derrotado a pesar de contar con la ayuda de Ziggler. En el episodio del 5 de octubre, Roode, Ziggler y Randy Orton derrotaron a The Street Profits y Drew McIntyre en un Six-Man Tag Team Match después de que Orton cubriera a McIntyre. En el episodio del 12 de octubre, tanto Roode como Ziggler fueron traspasados nuevamente a SmackDown como parte del Draft y siendo derrotados por The New Day en un Tag Team Match por los Raw Tag Team Championship, siendo esta su última aparición en la marca. Cuatro noches después, Roode y Ziggler desafiaron a The Street Profits a un Tag Team Match por los SmackDown Tag Team Championship, pero fueron derrotados. En el episodio del 23 de octubre, Roode junto a Ziggler, Cesaro y Shinsuke Nakamura, fueron derrotados por Kevin Owens, Daniel Bryan y The Street Profits en un Eight-Man Tag Team Match. En el episodio del 30 de octubre, Roode estuvo en la esquina de Ziggler para un combate de clasificación contra Kevin Owens en Survivor Series, pero el árbitro lo expulsó del ringside, con su compañero siendo derrotado por Owens. Dos semanas después, Roode y Ziggler se enfrentaron junto a King Corbin y Sami Zayn ante The New Day y The Street Profits en un Eight-Tag Team Match, donde fueron derrotados. Dos noches después en Survivor Series, Roode participó en un Dual Brand Battle Royal en donde tanto su compañero como él fueron eliminados por Dominik. Cinco noches después, Roode y Ziggler derrotaron a The Street Profits en un Tag Team Match no titular, ganando una oportunidad por los títulos, empezando un feudo con dicho equipo. Dos semanas después, Roode ayudó a Ziggler en una victoria sobre Montez Ford. En el episodio del 18 de diciembre, Roode y Ziggler se enfrentaron ante The Street Profits por los campeonatos pero no lograron ganar.
En el episodio del 1 de enero de 2021, Roode y Ziggler atacaron a The Street Profits durante la celebración del reinado de los campeonatos de ellos. En el episodio del 8 de enero, Roode y Ziggler finalmente ganaron los títulos tas derrotar al equipo, marcando así el tercer título que Roode ha ganado en su carrera y el primero de Ziggler (después de haber ganado el Raw Tag Team Championship en dos ocasiones y el Campeonato de los Estados Unidos, respectivamente). Tras esto, Roode y Ziggler llamaron a su equipo Dirty Dawgs, además de que Roode dejó de utilizar su bata para adaptar su vestimenta con un chaleco de cuero. En el episodio del 5 de febrero, Roode y Ziggler se enfrentaron en un Tag Team Match ante el equipo conformado de Chad Gable y Otis, donde los derrotaron sin los títulos en juego. En el episodio del 12 de febrero, Roode y Ziggler fueron derrotados en un combate de clasificación para un Elimination Chamber Match en Elimination Chamber por el equipo de Daniel Bryan y Cesaro, cuando este obligó a Ziggler a rendirse con el Sharpshooter. Tres semanas después, Roode y Ziggler hicieron equipo junto a Otis y Chad Gable para enfrentarse ante el equipo de Rey Mysterio, Dominik Mysterio y The Street Profits en un Eight-Man Tag Team Match, donde fueron derrotados después de que Montez Ford lo cubriera, marcando su primera derrota desde enero del mismo año. En el episodio del 26 de marzo, Roode estuvo en la esquina de Ziggler para un combate individual contra Rey Mysterio, del cual salió victorioso este último. En el episodio del 2 de abril, se anunció que tanto Roode como Ziggler defenderán sus campeonatos ante The Street Profits, Alpha Academy y Rey Mysterio & Dominik Mysterio en un Fatal-4 Way Tag Team Match en la próxima semana. Más tarde esa misma noche, Roode y Ziggler junto a Alpha Academy (Chad Gable & Otis) derrotaron al equipo de The Street Profits y Rey Mysterio & Dominik Mysterio en un Eight-Man Tag Team Match después de que Otis cubriera a Ford. En el episodio del 9 de abril, Roode y Ziggler retuvieron exitosamente los campeonatos ante los tres equipos anteriormente mencionados. En el episodio del 16 de abril, Roode y Ziggler derrotaron a The Street Profits en un Tag Team Match no titular. Dos semanas después,  Roode y Ziggler junto a Bayley fueron derrotados por The Street Profits y Bianca Belair en un Six-Person Tag Team Match después de que Ford lo cubriera nuevamente, acabando su feudo con ellos. En los episodios del 7 y 14 de mayo, Ziggler fue derrotado por Rey Mysterio en luchas individuales, lo que les dio a ellos una oportunidad por los títulos, empezando un pequeño feudo con el equipo para WrestleMania Backlash. Dos noches después, Roode y Ziggler perdieron los títulos ante Rey Mysterio y Dominik en un Tag Team Match, terminando con su reinado a los 128 días. En el episodio del 21 de mayo, Roode fue derrotado por Dominik en un combate individual, a pesar de la interferencia de Ziggler. Su rivalidad con ellos terminó en el episodio del 28 de mayo en un 2-on-1 Handicap Match en donde los títulos estaban en juego, debido a que infructuosamente atacaron a Rey Mysterio tras bastidores y este causó la distracción a Roode, quien fue cubierto nuevamente por Dominik Mysterio para retener los títulos, culminando su feudo. Después de una ausencia de dos meses, Roode y Ziggler hicieron su regreso en el episodio del  23 de julio e interrumpieron la confrontación que tuvieron los luchadores Big E y Apollo Crews, a lo que Cesaro y Shinsuke Nakamura también se unieron para determinar quien se enfrentaría por el Campeonato Intercontinental de Crews, lo que pactaría un Six-Man Tag Team Match para la próxima semana, en la cual, Roode, Ziggler y Crews fueron derrotados por Big E, Shinsuke Nakamura y Cesaro.
A partir de agosto, Dirty Dawgs comenzaron a ser derrotados durante las siguientes semanas cuando fueron vencidos por The Street Profits, The Mysterios y el equipo de Shinsuke Nakamura y Rick Boogs en los episodios del 6, 13 y 27 de agosto, respectivamente. En el episodio del 10 de septiembre, Roode y Ziggler fueron parte de un Ten-Man Tag Team Match en donde se asociaron con Sami Zayn, Otis y Apollo Crews para ser derrotados por Big E, Shinsuke Nakamura, Rick Boogs, Rey Mysterio y Dominik en donde la presencia del jugador de los Atlanta Hawks de NBA, Trae Young, les causó dicha derrota. En el episodio del 17 de septiembre, Roode fue derrotado por Rick Boogs en un combate individual. En el episodio del 1 de octubre, Dirty Dawgs junto a Alpha Academy fueron derrotados por The Street Profits y The New Day en un Eight-Man Tag Team Match después de que Xavier Woods lo cubriera. En esa misma noche, como parte del Draft junto a Ziggler fueron traspasados a Raw, siendo esta su última aparición en SmackDown. En el episodio del 4 de octubre en Raw, Roode y Ziggler interrumpieron a Big E y Drew McIntyre para posteriormente ser derrotados por ellos en un Tag Team Match esa misma noche. Dos semanas después, se enfrentaron ante los mismos en una lucha de revancha, pero fueron derrotados nuevamente. En el episodio del 25 de octubre, Dirty Dawgs salieron victoriosos en un Triple Threat Tag Team Match al derrotar a Alpha Academy y a The Street Profits en donde estaba en juego una oportunidad por los Raw Tag Team Championship de RK-Bro (Randy Orton & Riddle) esa misma noche para enfrentarse ante ellos en un Tag Team Match, en donde no tuvieron éxito en ganar los títulos. En el episodio del 1 de noviembre, Dirty Dawgs se enfrentaron ante The Street Profits en un Tag Team Match en donde salieron victoriosos tras una interferencia de Omos. En el episodio del 8 de noviembre, Roode y Ziggler se asociaron con AJ Styles y Omos para enfrentarse ante RK-Bro y The Street Profits en un Eight-Man Tag Team Match, en donde ganaron el combate después de que Ziggler cubriera a Riddle, aunque Orton lo atacó después del combate, empezando un feudo con ellos. En el episodio del 15 de noviembre, Roode y Ziggler fueron derrotados rápidamente por Styles y Omos en un Tag Team Match que duró solo cuatro minutos. Cuatro noches después en Survivor Series, Roode participó en el 25-Man Dual Brand Battle Royal en conmemoración a los 25 años de carrera de The Rock, junto a Dolph Ziggler eliminaron a Mansoor, sin embargo fue eliminado por Omos. Una noche después, Roode acompañó a Ziggler a un combate individual donde se enfrentaría contra Riddle, quien derrotó al primero y cuando Roode intentó atacarlo, Orton lo dejó fuera de combate con el Bro-Derek (el movimiento final de Riddle). En el episodio del 29 de noviembre, Roode y Ziggler fueron derrotados nuevamente por RK-Bro por los títulos en un Tag Team Match, poniéndole fin al feudo. En el episodio del 6 de diciembre, Roode respondió al reto que hizo Damian Priest por el Campeonato de los Estados, por lo que lo desafió a una lucha titular por el campeonato, pero fue derrotado. En el episodio del 13 de diciembre, Dirty Dawgs derrotaron al equipo de Finn Bálor y Damian Priest en un Tag Team Match tras una interferencia de Austin Theory. En el episodio del 20 de diciembre, Roode hizo que Ziggler ganara una lucha titular contra Priest por el título por cuenta de diez fuera, pero este lo atacó brutalmente, sometiéndolo con el Reckoning, dejándolo fuera de acción durante una semana.
En el episodio del 3 de enero de 2022, Roode regresó para ayudar a Ziggler en su lucha por el campeonato contra Priest, pero fracasó en el intento y el campeón retuvo su título. En el episodio del 10 de enero, Roode junto a Ziggler y Apollo Crews derrotaron a Damian Priest y The Street Profits en un Six-Man Tag Team Match, en donde terminaron su feudo con Priest. En el episodio del 17 de enero, Dirty Dawgs se asociaron con Crews y el comandante Azeez para enfrentarse ante The Street Profits y The Mysterios en un Eight-Man Tag Team Match, pero fueron derrotados. Días después, Roode anunció su participación en el Men's Royal Rumble Match en Royal Rumble junto a Ziggler. Sin embargo, entró en el mismo número del Royal Rumble Match del 2020: el #4, en donde fue eliminado por Styles en 55 segundos. Dos semanas después, Dirty Dawgs se enfrentaron ante The Street Profits en un Tag Team Match, en donde fueron derrotados tras una distracción por parte del luchador de NXT, Tommaso Ciampa (quien estuvo invitado en la mesa de comentaristas). En el episodio del 21 de febrero, Roode y Ziggler fueron derrotados por el equipo de Finn Bálor y Tommaso Ciampa en un Tag Team Match después de que Ciampa lo cubriera. No obstante, Roode (vestido como un camarógrafo) le costó a Ciampa una oportunidad titular que fue ganada por Ziggler para enfrentarse a Bron Breakker por el título de NXT en NXT Stand & Deliver la noche siguiente y después del combate fueron atacados por Breakker y Ciampa. En el episodio del 28 de febrero, Roode fue derrotado por Ciampa en un combate individual, pero Roode y Ziggler lo atacaron después de la lucha y lo retaron a una lucha por equipos para NXT 2.0. En el episodio del 1 de marzo en NXT, Dirty Dawgs fueron derrotados por el equipo de Bron Breaker y Tommaso Ciampa en un Tag Team Match después de que Ciampa lo cubriera. En el episodio del 7 de marzo, Dirty Dawgs fueron derrotados nuevamente por los mismos en un combate de revancha, esta vez fue Breaker  quien lo cubrió para la victoria. La noche siguiente en NXT Roadblock, Roode ayudó a Ziggler a ganar el campeonato de NXT en un Triple Threat Match ante Breakker que involucró a Ciampa, haciendo que el equipo fuera a NXT 2.0. En el episodio del 15 de marzo de NXT, Roode ayudó a Ziggler a retener el título ante LA Knight en un combate titular y después del combate fue retado por Breakker para una lucha individual en la semana siguiente. En el episodio del 21 de marzo, Dirty Dawgs fue derrotado por los Mysterio en un Tag Team Match después de que Dominik lo cubriera. La noche siguiente en NXT 2.0, Roode volvió a utilizar por una noche su traje y gimnick del "Glorious One" durante su entrada y fue derrotado por Breakker en un combate individual. En NXT Stand & Deliver, Roode trató de ayudar a Ziggler en el combate titular contra Breakker, pero el árbitro lo expulsó del ringside, a pesar de esto, Ziggler retuvo el título. Sin embargo, Ziggler perdió el campeonato ante Breakker en un combate titular dos noches después en Raw, obligando a Dirty Dawgs a volver nuevamente a la marca roja. Tras esto, el equipo dejó de aparecer por unos meses. En el episodio del 6 de junio, Roode y Ziggler hicieron su regreso tras dos meses de ausencia y cuando iban a ser entrevistados fueron interrumpidos por MVP y Omos debido a que el primero los criticó por arruinar la celebración de la victoria del luchador nigeriano-estadounidense, solo para que Ziggler atacara a MVP con una Superkick. Tras esto, Roode dejó de hacer equipo con Ziggler para participar en algunos liveshow que organizaba la WWE en donde tuvo careos con Veer Mahaan, quien lo derrotó en todas las ocasiones. Cuando Ziggler se volvió face a mediados de julio, Roode se tomaría un tiempo fuera hasta que la empresa tenga planes para él, disolviendo y poniendo punto final al equipo de Dirty Dawgs. El 2 de diciembre, Roode publicó en su cuenta de Instagram que se ha sometido a una operación para fusionar sus vértebras C5 y C6.

#### Trabajo como productor (2023-presente)
El 12 de mayo de 2023, Roode comunicó, a través de su cuenta de Instagram, que se sometería a una cirugía debido a algunos problemas que se le presentaron durante su recuperación. El 30 de agosto, se reportó que Roode se había convertido en productor a tiempo completo de WWE.

## Campeonatos y logros

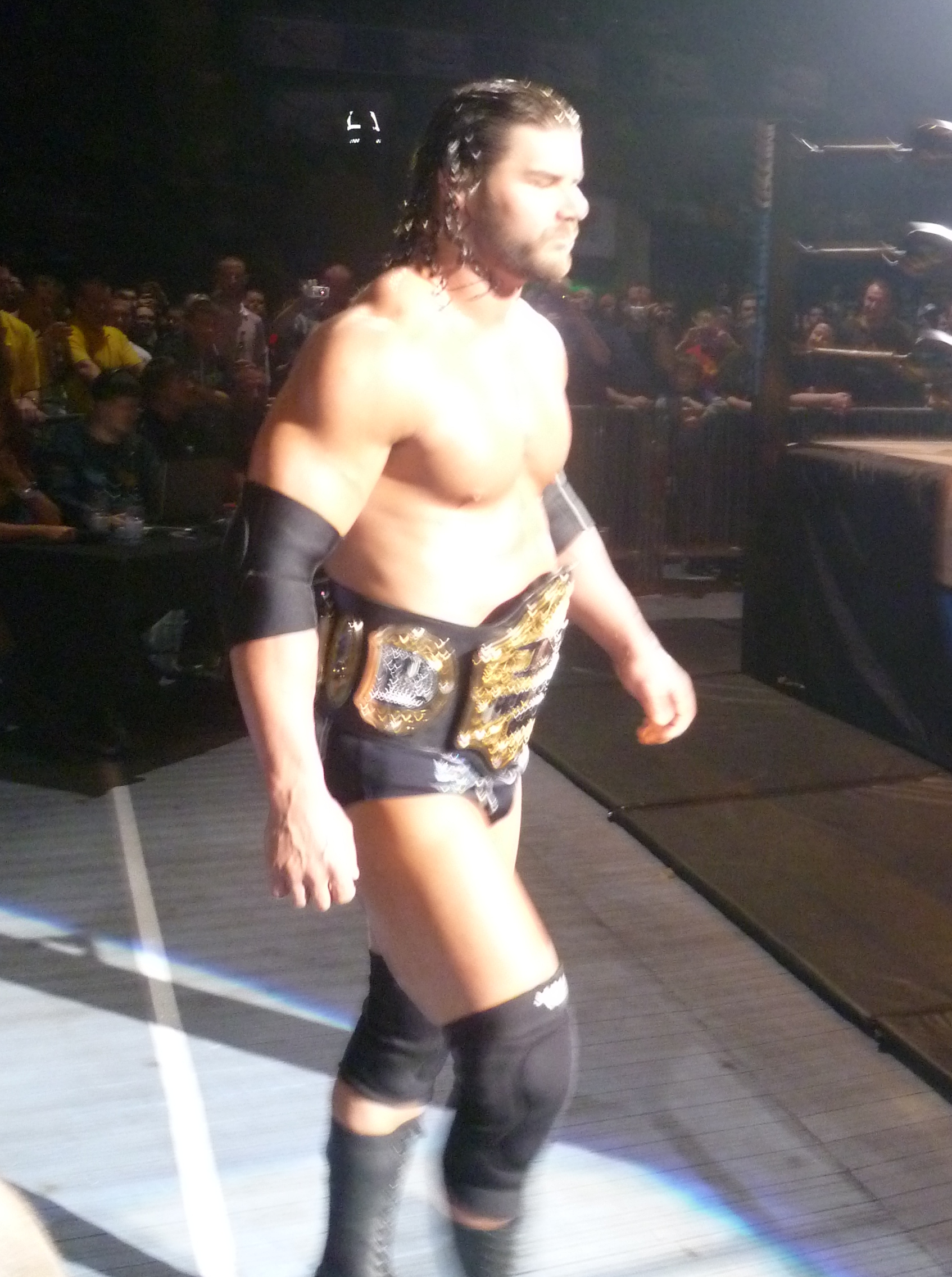
Roode como Campeón Mundial Peso Pesado de la TNA.

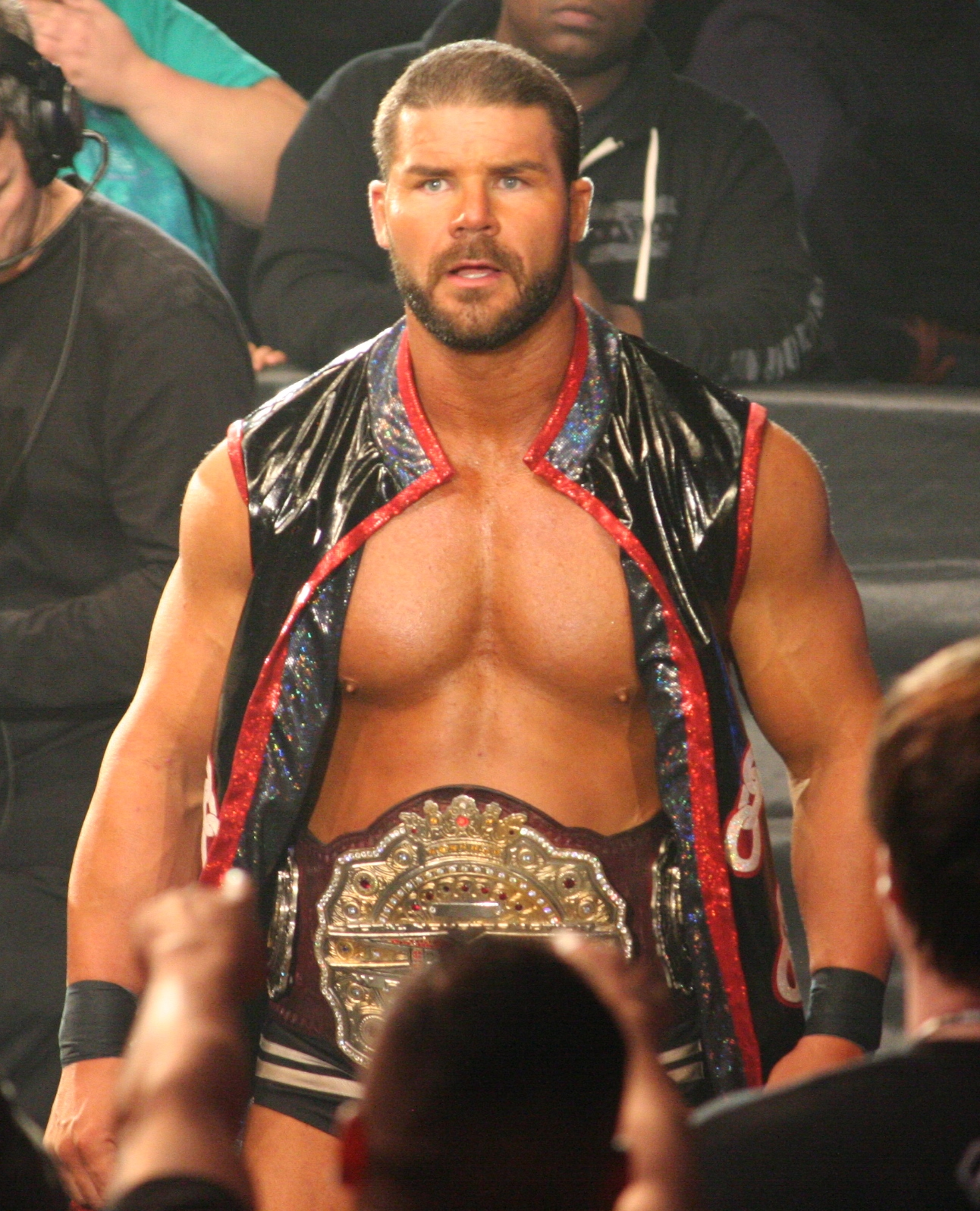
Roode como Campeón Rey de la Montaña de la TNA.

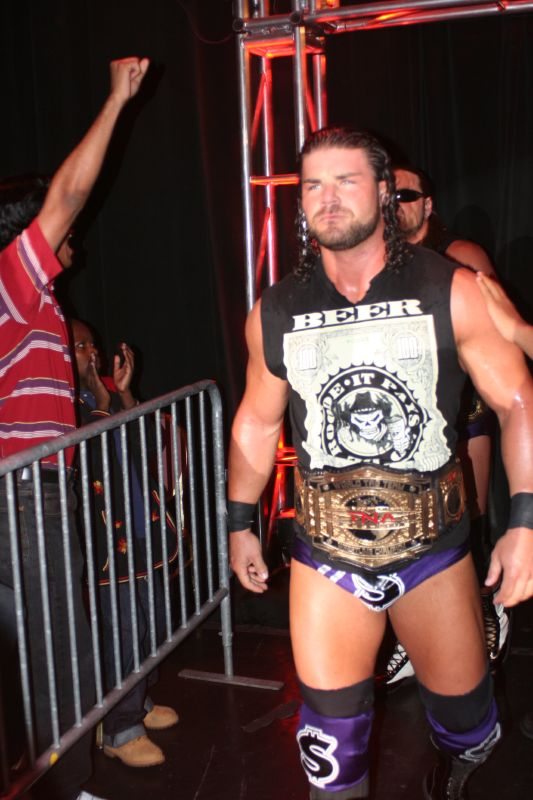
Roode como Campeón Mundial en Parejas de la TNA.

- Total Nonstop Action Wrestling/TNA
  - TNA World Heavyweight Championship (2 veces)
  - TNA King of the Mountain Championship (1 vez)
  - TNA World Tag Team Championship (6 veces) – con James Storm (5) y Austin Aries (1)
  - NWA World Tag Team Championship (2 veces) – con Eric Young (2)
  - Bound for Glory Series (2013)

- World Wrestling Entertainment/WWE
  - WWE United States Championship (1 vez)
  - Raw Tag Team Championship (2 veces) - con Chad Gable (1), Dolph Ziggler (1)
  - SmackDown Tag Team Championship (1 vez) - con Dolph Ziggler
  - WWE 24/7 Championship (1 vez)
  - NXT Championship (1 vez)
  - WWE World Cup (2019) – con Dolph Ziggler

- Pro Wrestling Illustrated
  - Equipo del año (2008) con James Storm (Beer Money, Inc.)[177]
  - Equipo del año (2011) con James Storm (Beer Money, Inc.)[178]
  - Situado en el Nº2 en los PWI 500 de 2012[179]

- Wrestling Observer Newsletter
  - Peor lucha del año - 2006 TNA Reverse Battle Royal en TNA Impact[180]